# Sloveniens historia
Sloveniens historia är både lång och kort. Före självständigheten i juli 1991 hade området i århundraden varit en del av Habsburgska riket fram till Österrike-Ungerns sammanbrott 1918.
Under 600- och 700-talet fanns dock det självständiga hertigdömet Karantanien, som senare ingick i Östfrankiska riket. Det frankiska riket följdes av Tysk-romerska riket fram till 1806 bestående av fyra jämbördiga nationer – en bild i boken Evangelarium of the Emperor Otto III  visar representanter för Sclauinia, Germania, Gallia och Roma. Barbara av Celje (1390/1395 - 1451), från den slovenska grevefamiljen av Celje (von Cilli), blev också kejsarinna av Tysk-romerska riket.
Sloveniens historiska kronland i det habsburgska riket var Steiermark (slo. Štajerska), Krain (slo. Kranjska), Kärnten (slo. Koroška), Görz/Gorizia (slo. Goriška) och Istrien (slo. Istra), dessutom utanför det habsburgska området i Friuli (slo. Furlanija) samt det pannoniska området, sedermera Prekmurje. 

## Förhistorisk tid

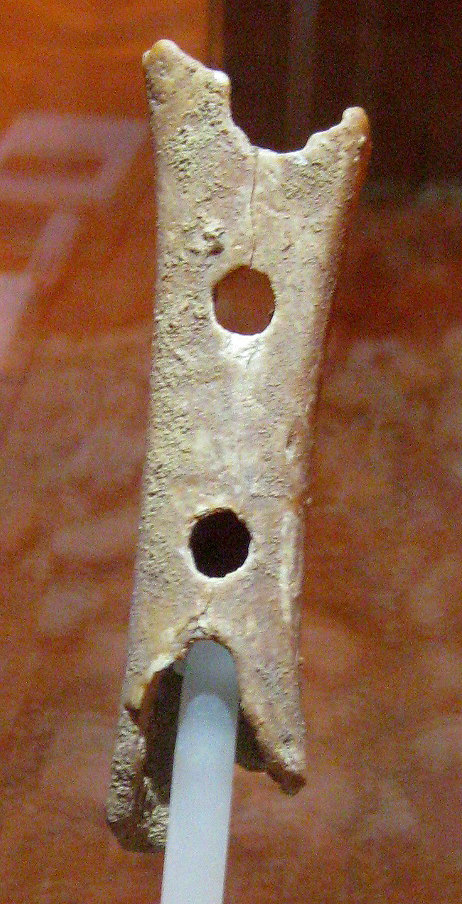
Den cirka 44 000 år gamla björnbenet från Divje Babe, som av vissa forskare tolkats som en flöjt tillverkad av neanderthalare.

De äldsta bevisen av mänsklig bosättning i Slovenien härstammar från 250 000 f.Kr. 
Kvarlevor av tidig stenålder har hittats från 120 000 f.Kr. Mellan 50 000 och 30 000 f.Kr. levde neandertalmänniskan i området (en bosättning har hittats i närliggande Krapina, Kroatien, där en del av fynden kan beses i ett museum). 1995 gjordes ett fynd av ett björnben i Divje Babe nära Idrija i Slovenien som av vissa forskare tolkats som en cirka 44 000 år gammal flöjt tillverkat av Neanderthalare, och av andra som ett ben som perforerats av rovdjurständer. Föremålet finns på Sloveniens Nationalmuseum i Ljubljana.
I övergången från sten- till bronsålder för cirka 4000 år sedan täckte en sjö området som idag sträcker sig från huvudstaden Ljubljana till Vrhnika i väst, bergen i norr och söder. För att skydda sig mot fiender och vilda djur byggde människor bosättningar på plattformar som stod på pålar ute på sjön. Dessa pålbyggare (mostiščarji) levde som fiskare, jordbrukare och hantverkare och klädde sig i djurskinn. De idkade också en del handel med sina grannar. Bosättningarna levde vidare till början av järnåldern, omkring år 1700 f.Kr., varefter de långsamt försvann. Sjön torkade sedermera ut. Kvar finns endast ett sumpområde (Ljubljansko barje). Träskmarken bjuder hela tiden på nya fynd. Man har hittat ett trähjul med vagnsok, som av experter anses vara cirka 5500 år gammalt. Det är det äldsta hittills funna trähjulet i världen.

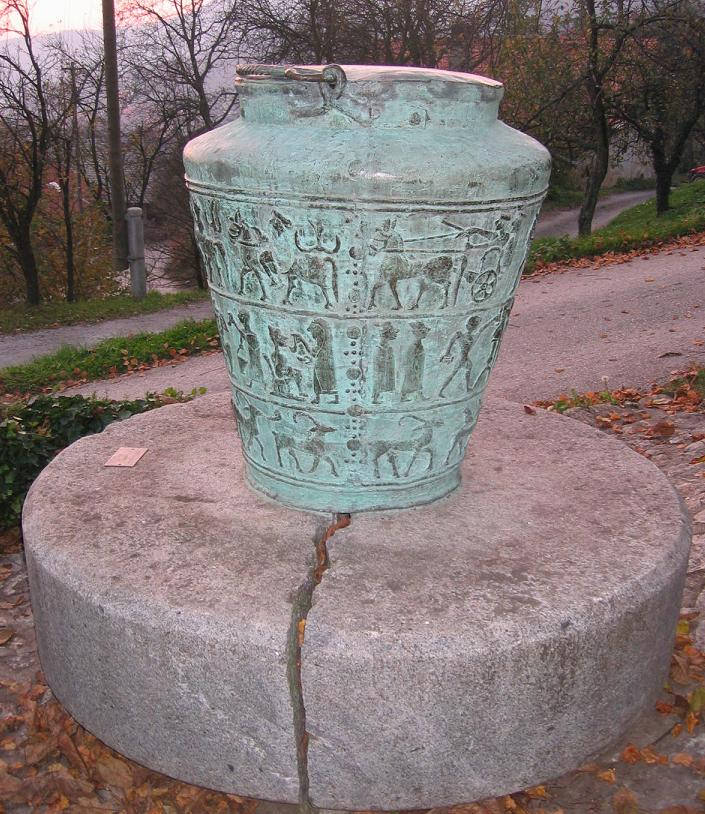
Kopia av situlan från Vače

Brons och järnåldersbefästningar har återfunnits från 800-700 f.Kr. Rikligt med arkeologiska fynd från Hallstattkulturen finns särskilt påtagligt i sydöstra delen av Slovenien, i "situlastaden" Novo mesto med omnejd. Under 400-300-talet f.Kr. invaderade kelterna området. De bosatte sig endast utmed huvudvägar, vid viktiga kommersiella centra och andra strategiska platser. Det finns inga spår efter deras La Tène-kultur i de östra Alperna. Hallstattkulturen fortsatte oavbrutet, vilket tyder på en fredlig samexistens mellan de två grupperna.
Cirka 100 f.Kr. grundades det noriska riket, Regnum Noricum. Efter den noriske kung Vokks död år 16 e.Kr., blev provinsen Noricum alltmer beroende av den romerske kejsaren Claudius (41-54 e.Kr.). Under kejsar Markus Aurelius (161-180 e.Kr.) blev Noricum endast en vanlig romersk provins med mycket lite rättigheter och nationellt självbestämmande. Hela området tillföll senare provinsen Venetien, där alla städer i Noricum utom Celje/Celeia ingick.
På dagens slovenska område utspelade sig ett av de avgörande slagen mellan kristendomen och hedendomen, slaget vid Frigidus, då den romerske hedniske kejsaren Eugenius besegrades av den kristne kejsaren av Östromerska riket (Konstantinopel) Theodosius I år 394 e.Kr.

## Medeltiden

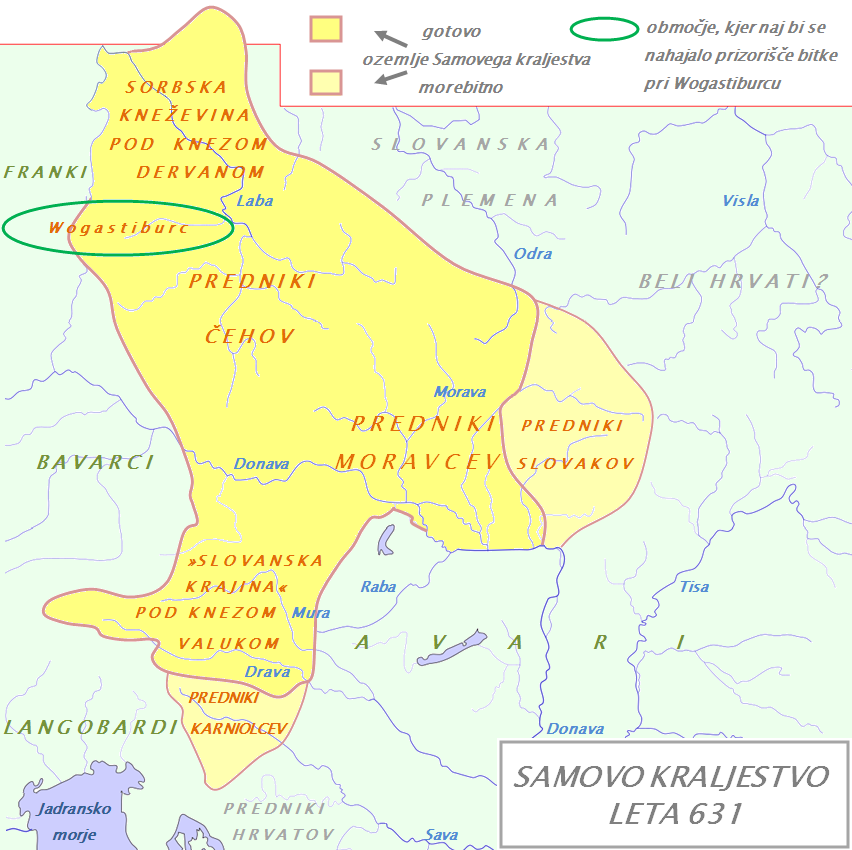
Samos rike år 631.

År 623 grundades Samos rike, som samlade besläktade slaviska folk från flera områden i ett gemensamt centraleuropeiskt kungadöme. När detta föll samman år 658 e.Kr. behöll det av slovener befolkade området, som sträckte sig över samma område som under romartiden kallades för Inre Noricum och som hade sitt säte i slottet Krn norr om dagens Celovec/Klagenfurt, sin självständighet - i det ovan nämnda hertigdömet Karantanien.
I de slovenska områdena var linden centrum i byns sociala liv - det politiska och kulturella livet, det så kallade sosednja. Under mången lind fanns ett stenbord med tolv säten eller bänkar åt byäldsten, de så kallade dvanajstija (tolvmännen), som stod borgmästaren (slo. župan) bi.  Rättvisa skipades under linden så som den urgamla slovenska traditionen, också kallad consuetudo sclavorum (slo. slovenska navada), fastställde. Det slovenska rättssystemet institutio sclavenica präglades av folkligt rätt.

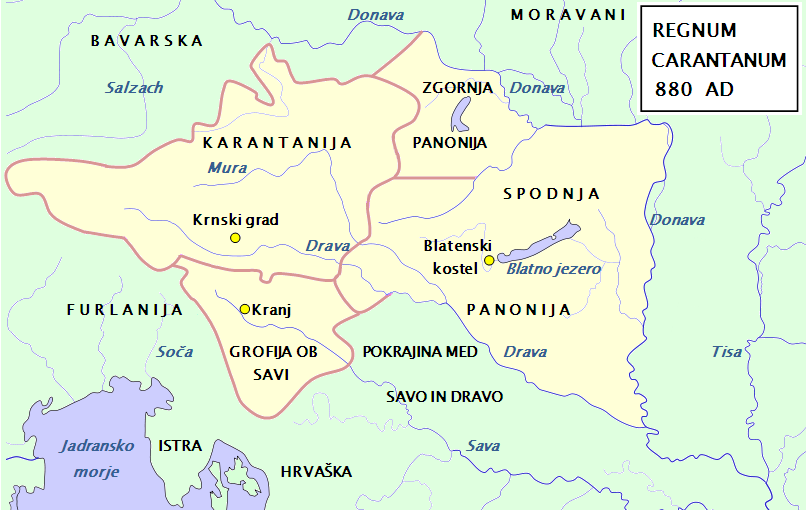
Regnum Carantanum runt 880 e.Kr. (utan det förmodat tillhörande området mellan Drava och Sava - Slovenijeh).

De venetianska slovenerna kunde åtnjuta självstyre under en längre tid än de övriga slovenerna. På 700-talet under frankerna började en period av kristianisering och feodalism och efter en period då området tillhörde Stora Karantanien (952-1077) blev patriarkerna i Oglej/Aquileia länsherrar över hela Friuli (slo. Furlanija) inklusive de venetianska slovenerna. Trots detta upprätthöll slovenerna sitt självstyre med möten under linden och sin lokala rättskipning. Dessa möten var rätt små, man föredrog detta framför stora folksamlingar. År 1420 tog Republiken Venedig över kontrollen av Friuli och det slovenska området från patriarkerna av Aquileia. Efter år 1500 kom grevskapet Gorica under Habsburgsk överhöghet och de venetianska slovenerna, som befann sig på ett strategiskt viktigt område, inte bara befäste utan även utökade sina privilegier inom den venetianska republiken.
Slovenerna i Krain, Karantanien, Pannonien och eventuellt Slovenijeh (Slavonien) styrdes under en period av Arnulf av Kärnten (cirka 845 - 899) i det så kallade Regnum Carantanum. Arnulf var son utom äktenskapet till den bayerska kungen Karloman av Bayern och den karantanska damen Liudvina (Liutswind). Enligt institutio sclavenica krävdes det att Karantaniens regent var av karantanskt blod antingen på fädernet eller på mödernet - han var därför en laglig regent enligt karantansk lag. Arnulf blev sedan västfrankisk kung och kejsare över den europeiska gemenskapen Heliga romerska riket.
Under 800-talet hade slovenerna i Pannonien ett relativt rikt kulturellt och militärt centrum, Kocljevina, kring västra stranden av den idag ungerska Balatonsjön (slo. Blatno jezero = Lersjön). När ungrarna besatte det rika Pannonien under 900-talet, assimilerades slovenerna kring Balatonsjön successivt fram till 1200-talet, dock hade innan dess nära 1000 slovenska ord tagits upp i det ungerska ordförrådet.

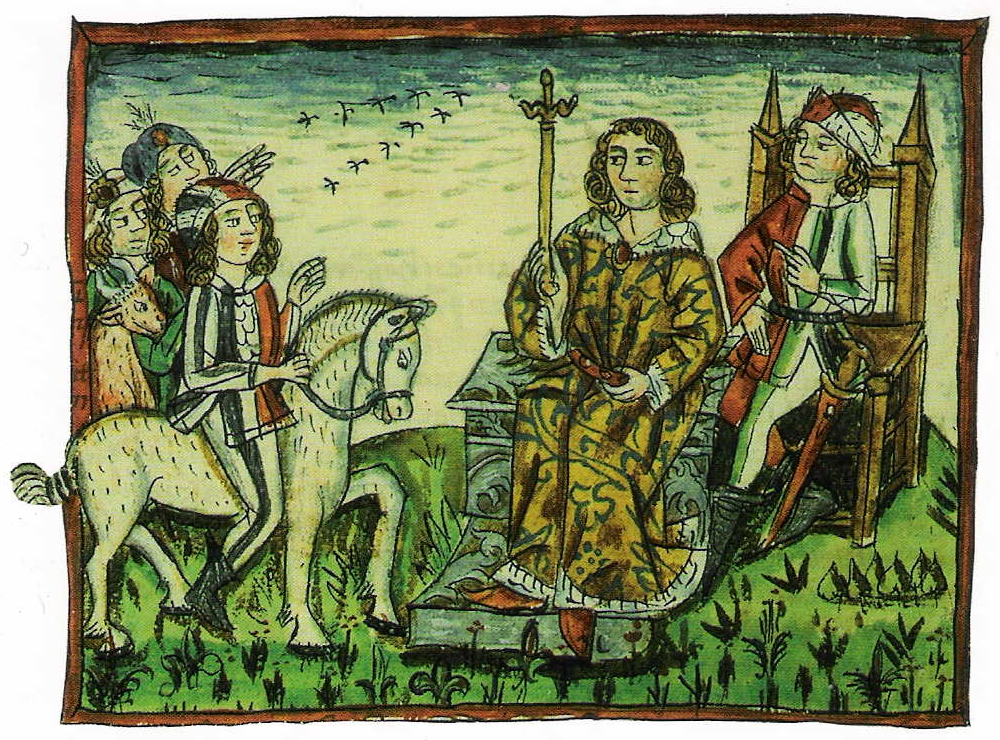
Installation av furste, illustration av Leopold Stainreuter (1340-1400).

Stora Karantanien (952 - 1180) var Österrikes och Sloveniens föregångare och sträckte sig under denna tid ända till Verona. Från Karantaniens tid finns Freisingmonumenten (eng. Freising Manuscripts) skrivna på slovenska, som är de äldsta bevarade funktionella skrifterna på ett idag ännu existerande språk i Europa. I Karantanien hade man ett demokratiskt styrelseskick där folket valde en furste som regerade endast med folkets bifall vilka kunde avsätta honom om de ville. Installationen av fursten skedde på det det slovenska språket. Påven Pius II beskrev styrelseskicket i glänsande ordalag och så spreds informationen om det över Europa och genom Jean Bodins Les six livres de la République (Paris, 1576) kom denna även att bli en inspiration då USA:s president Thomas Jefferson författade de förenta staternas konstitution.
Herman av Karantanien (ca 1110-ca 1154) var en karantansk vetenskapsman. Han var matematiker, astronom, astrolog, naturfilosof, författare samt översättare av Koranen och astrologiska skrifter. Han var även den viktigaste översättaren av arabiska astronomiska skrifter under 1100-talet – hans översättningar hade ett särskilt stort inflytande på det medeltida Europas astronomi – och han introducerade också samtidigt den arabiska kulturen i Europa. Hans filosofiska avhandling, De essentiis, som skrevs 1143 gavs åter ut i Tyskland 1982.
När Heliga romerska riket blev utan en riktig ledare, då hela tre ledarfamiljer dog ut, rådde det oordning och fattigdom i dess regioner. Därför valde de tyska hertigarna 1271 Rudolf av Habsburg, en lägre adelsman från Schweiz, som sin ledare. Fem år senare, 1278, erkände även de slovenska regionerna hans överhöghet med en fredsplan, som den 27 december 1282 officiellt bekräftades av de karantanska regionernas (Štajerska/Steiermark, Koroška/Kärnten, Kranjska/Krain och Istra/Istrien) "parlament" under ett möte.

Ulrik II av Celjes vapensköld.

Grevarna av Celje tillhörde den viktigaste slovenska adelsfamiljen. När Herman II av Celje räddade kejsaren Sigismund av Ungern vid ett för Europa avgörande fältslag mot turkarna i Nikopolis 1396, upphörde vasallförhållandet till habsburgarna. Av tacksamhet gav Sigismund greve Herman titeln som banus Sclavoniae eller Slovenijeh, dvs. över Pannonienslovenerna. 1430 fick denne till och med ta över förvaltningen av Ungern. Sigismund gifte sig med Hermans dotter Barbara av Celje, som på så sätt blev ungersk drottning och 1430 även kejsarinna av Heliga romerska riket. Enligt F. J. Schütz efterforskningar så var Barbara dessutom inte bara en av de tidigaste utan också en av de systematiskt verksamma medeltida alkemisterna, som inte ägnade sig främst åt att försöka framställa guld, utan såg det som en naturvetenskaplig disciplin. Hon lyckades också bromsa upp den tyska feodala spridningen mot öst under ett helt sekel. Den 30 november 1436 upphöjde kejsaren Sigismund Herman II:s söner, grevarna Fredrik II och Urh II av Celje, till statsfurstar av Heliga romerska riket, vilket senare skapade krig med habsburgarna, som ogillade detta, men som paradoxalt nog själva regerade genom arvsrätt tack vare ett falskt dokument, Privilegium maius. När till slut den habsburgske kungen, Fredrik IV, erkände grevarna av Celje som statsfurstar, skrevs ett arvskontrakt med dem, som innebar att den av ätterna som först dog ut skulle ärva den andra. När så den siste greven av Celje, Ulrik II, mördades i Belgrad 1456 ärvde habsburgarna deras omfattande egendomar.

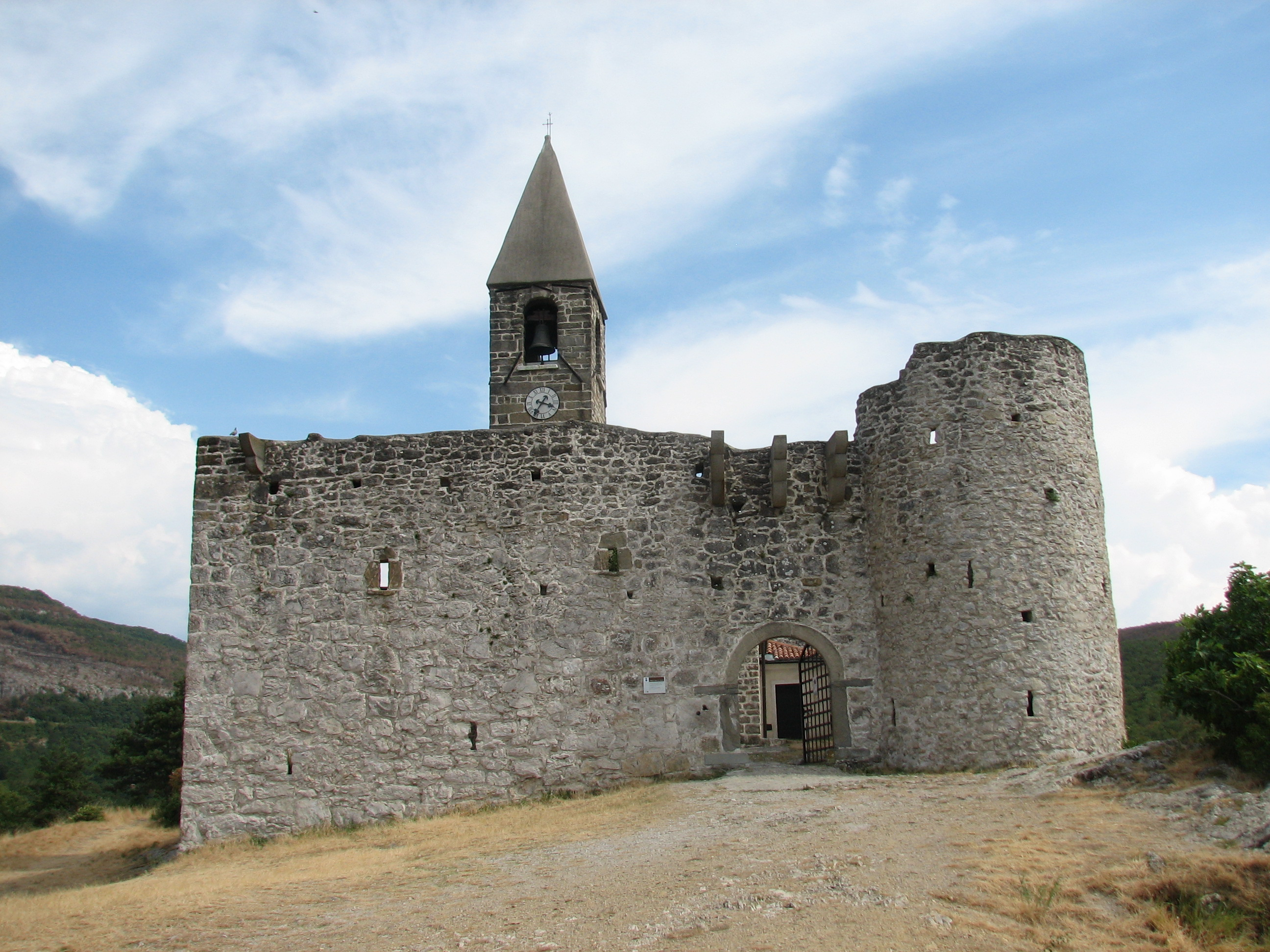
Kyrkan i Hrastovlje med skyddsmur mot turkarna. Inuti kyrkan finns en berömd freskomålning från 1400-talet med dödsdansmotiv

Från 1300-talet präglades livet i de slovenska områdena av turkiska räder under en tid då Osmanska riket utgjorde ett hot mot Central- och Västeuropa. På grund av de täta turkiska räderna började bönderna bygga läger. De var oftast kyrkor på branta kullar runt vilka bönderna byggde murar. Folket organiserade vaktposter på kullarna, som varnade för turkarnas räder. När turkarna närmade sig signalerade man om faran med brinnande bål på kullarna. På så sätt varnades folk så att de kunde dra sig undan till ett tryggt ställe i tid. Medan männen stred vid muren, bad åldringarna, kvinnorna och barnen i kyrkan. De trodde på korset, som skulle rädda dem från den turkiska halvmånen. Enligt uppskattningar hade turkarna fram till år 1508 dödat eller fört bort omkring 200 000 slovener, vilket under den tiden var cirka 20 procent av befolkningen. Turkarna sålde slovenska och andra tillfångatagna på slavmarknader. Räderna avslutades med segern över den turkiska armén i Sisak 1593 under ledning av riddaren Andrej Auersperg Turjaški, med en armé bestående av framförallt slovener, men även tyskar och kroater.
De slovenska humanisterna var europeiskt inriktade och en rad slovenska bildade män ingick i humanismens vagga och var aktiva inom europeiska hov och på universitet, framförallt i Wien, och tillförde till Österrikes dåtida kulturella sfär många nya och viktiga idéer. Dessa var bland andra Leonardus de Carniola, Nikolaus de Styria, Christoph de Carniola, Brikcij Preprost, Matija Hvale, Jurij Sladkonja, Auguštin Tyfernus, Tomaž Prelokar, Žiga (Sigismund) Herberstein, Benedikt Kuripečič, Martin Pegius och Jakob Strauss.
Slovenerna Pergerl och Perlah ledde under årtionden humanisterna vid universitetet i Wien. Bernard Pergerl (1440-1501) var pedagog, språkvetare, jurist, matematiker och astronom. Han undervisade vid Wiens universitet i geometri, optik, matematik och astronomi samt latinsk grammatik, klassisk litteratur och juridik. Under 1470 var han dekanus vid filosofiska fakulteten samt år 1471 rektor vid Wiens universitet. Mellan 1492 och 1501 var Pergerl kunglig superintendent vid universitetet och han hade en prestigefylld plats bland Wiens humanister. En av hans viktigaste insatser är hans omarbetning av latinundervisningen. Han skrev en ny latinsk grammatikbok, Grammatica nova (Venetiis 1479), som är den första humanistiska läroboken i latin. Den trycktes i nya upplagor minst 30 gånger. År 1549 blev den slovenske matematikern, astronomen och läkaren Andrej Perlah (1490-1551), också kallad den slovenske Euklides och Hippokrates, rektor vid Wiens universitet, som då också uppnådde högsta kvalitet. Han var en av de främsta läkarna i Wien under sin tid samt verkade på universitetet fram till sin död. Från år 1516 var han under mer än 30 år professor vid Wiens universitet, först inom matematik och astronomi och sedan efter att ha doktorerat i medicin 1530, även vid medicinska fakulteten.
Mellan åren 1377-1450 studerade 2271 unga från de slovenska områdena i Wien. Drygt 100 år tidigare mellan 1230 och 1249 härjade pesten i 11 epidemier på slovensk mark. De slovenska områdena drabbades på den tiden även av två stora jordbävningar, ena 1348 och den andra 1511.

## Nymodern tid
I början av 1500-talet kom reformationen till slovenskt område. Primož Trubar (1508-1586) ses som den slovenska protestantiska kyrkans fader och var också den som skrev och lät trycka de första slovenska böckerna, Katekizem (Katekesen) och Abecednik (ABC-boken) år 1550. En annan slovensk protestant, Jurij Dalmatin, översatte hela Bibeln till slovenska 1584. De protestantiska prästerna organiserade slovenska skolor för barn på landet och i städerna. Man läste katekesen, sjöng och lärde sig läsa och skriva. Grundskolan skilde sig från yrkesskolan, där de som skulle utbilda sig till olika yrken inom förvaltningen eller blivande protestantiska präster gick. Gymnasium fanns i Ljubljana och i Celovec (Klagenfurt). 
Pedagogiken i den slovenska protestantiska skolan innehöll feodala och reformativa element - med Adam Bohoričs (skapare av den första slovenska grammatiken 1584) och senare även Nikodem Frischlins nya skolordning gjorde sig humanistiska element gällande. Inom utbildningsprocessen beaktades elevernas olikheter och man krävde att uppfostran skulle anpassa sig till barnens egenskaper. Många skolböcker gavs ut på slovenska för att tillgodose behoven.
Motreformationen mot slutet av 1500-talet innebar ett hårt slag mot den språkliga och litterära utvecklingen i Slovenien. 1598 förbjöds protestantismen under greven Ferdinand av Österrikes styre (härskade 1590–1637). Reformationen fördrevs med våld, slovenska böcker brann och den slovenska adeln jagades bort från dåtidens slovenska områden, bland dem den svenske skalden Carl Snoilskys förfäder. Slovenska böcker slutade att tryckas över huvud taget.

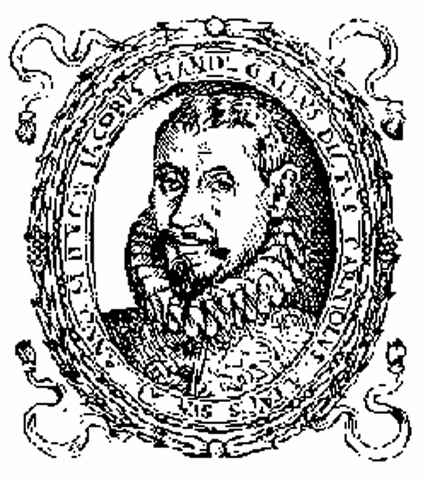
Jakob Petelin Gallus.

Jacobus Gallus Carniolus (1550–1591), född Jakob Petelin, var en slovensk kompositör och dirigent under senrenässansen i Wien och i Prag vars musik representerade motreformationen. Han var under sin tid framgångsrik och uppskattad. Hans mest bekanta verk är det sexstämmiga Opus musicum från 1577, en samling av 374 motetter som så småningom kom att täcka det liturgiska behovet under hela kyrkoåret. 
Bonden hade det extremt svårt på grund av turkiska räder, landets försvar (deltog i armén) och extra skatt (till försvaret). Situationen var sådan att det motiverade till en omorganisation av ekonomin - att kapa banden, medverka i handeln och fokusera på att arbeta för sig själv. Bördorna orsakade stort missnöje över andra samhällsklassers privilegier. Även borgarna anslöt sig till missnöjet på grund av de turkiska räderna och den sämre handeln och högre skatt. Adeln kände också av de svåra tiderna ekonomiskt. Det uppstod kris mellan dessa tre samhällsklasser, samtidigt som alla tre motsatte sig kyrkan. Adeln ville tillskansa sig den kyrkliga egendomen och bättra på sin ekonomiska makt. Den ville återinföra slottsbruket som viktigaste form av ekonomin, skatt in natura, obegränsad livegendom och en handelsmonopol som skulle driva bort bonden och borgaren från den rollen. Borgarna såg lösningen inom feodalismen och såg sin roll inom handel och hantverk. Bönderna skanderade sin "gamla rätt" (slo. stara pravda): den situation som bestämts och skrivits ner i lantegendomsregistret.
I kampen mot feodalismen följde flera bondeuppror; det första större bondeupproret skedde 1478 i Koroška/Kärnten, det första storslovenska bondeupproret 1515 i Kočevska där det deltog omkring 80 tusen bönder, 1573 skedde det största upproret som idag kallas det kroatiska och slovenska bondeupproret och 1635 kom det andra storslovenska upproret. 
De första tryckta slovenska orden var på en pamflett som spreds 1515 med orden: "Le vkup, le vkup uboga gmajna" (Låtom oss samlas stackars allmoge). Mångtaliga slovenska bondeuppror följde under 1600- och 1700-talet.
Under andra halvan av 1600-talet gick den ekonomiska utvecklingen långsamt medan den kulturella sfären blomstrade allt mer. Barocken började att genomsyra allt kulturellt liv, italienskan talades bland de högre klasserna fram till slutet av 1600-talet, tyskan började spridas och användes i litterära och vetenskapliga verk men fortfarande dominerade latinet inom dessa områden. I Ljubljana år 1688 eller 1689 grundades det första vetenskapsförbundet, Dizmova bratovščina (lat. Societas unitorum), parallellt med en början till rörelse som kämpade för att grunda ett slovenskt universitet. 1693 grundades slutligen den slovenska vetenskapsakademin, Academia Operosorum Labacensium, mycket tack vare bland annat den internationellt välrenommerade fysikern Marko Gerbec. Vid grundandet fanns det 23 medlemmar, främst slovenska vetenskapsmän som var jurister, läkare och präster till yrket. Medlemmarna kallade sig för "apes" (bin) och deras akademiska slogan lät "nobis atque aliis operosi" (sv. åt oss och andra - flitiga). De skrev sina verk på latin och gav ut en lång rad historiska, fosterlands-, biografiska, medicinska och astronomiska uppsatser och böcker. 1701 grundades Academia philharmonicorum, som en förening för musikälskare. Skolan Collegium Carolinum Nobilium för högre studier, öppnades i början av 1700-talet för adelns söner så att de skulle skiljas åt från den allt mer växande urbana medelklassen. Läskunnigheten bland gemene man i övrigt i de slovenska territorierna var väldigt låg, 3–4 % dvs. inte mer än 30 000 personer kunde läsa. Adeln, både kvinnor och män, var läskunniga och kunde oftast två och ibland även tre språk. Endast i den slovenska regionen Prekmurje (under Ungern) fanns den slovenska grundskolan kvar. Där såg protestantismen fortfarande till att alla fick utbildning - skolboksrepertoaren omfattade läsebok (slo. abecednik), katekesen och sångbok.

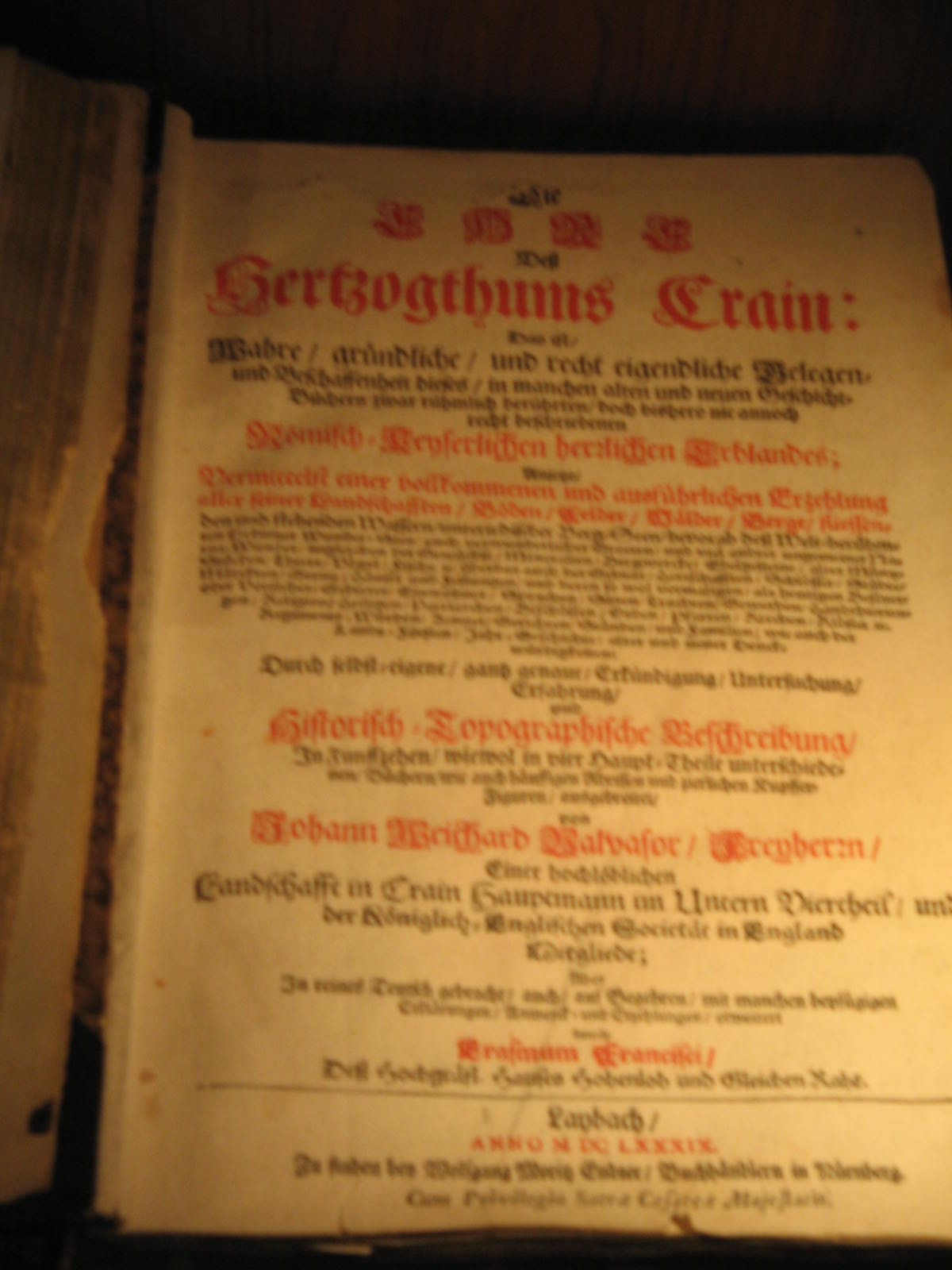
Förstasida i boksamlingen Die Ehre dess Hertzogthums Crain.

1689 publicerades ett monumentalt verk, The Glory of the Duchy of Carniola (slo. Slava vojvodine Kranjske), skrivet av Janez Vajkard Valvasor (1641-1693), som bodde på slottet Bogenšperk. Denne store lärde man beskrev naturen och livet i en stor del av nuvarande Slovenien och dess grannregioner i fjorton tjocka, rikt illustrerade volymer. Han försökte i sitt verk samla all samtida kunskap om denna del av Europa. Ett resultat av hans studie av de komplexa mekanismer som reglerar den regelbundet återkommande sjön Cerknica blev att han 1687 valdes till medlem av The Royal Society i London. Ingen annanstans i Europa har det någonsin funnits ett sådant verk och det är en mycket viktig historiografisk källa och en ovärderlig encyklopedi om det rike där Valvasor föddes - Carniola/Krain.
Reformerna under 1600- och 1700-talen under Maria Teresia och Joseph II:s styre orsakade många ekonomiska, kulturella och religiösa förändringar. Man började noggrant planera och bygga fler vägar. Detta bidrog till att transporten blev bättre. Trieste blev den största staden i det slovenska området och den viktigaste hamnen runt den norra delen av Adriatiska havet. På så sätt ökade även invandringen till området. Idag tillhör staden Trieste Italien. Under andra världskriget lyckades man utvidga landets gränser till Italien, men man lyckades inte återfå Trieste.
Med reformerna introducerades tyskan som officiellt språk inom utbildning och administration. Därmed ersatte tyskan det latinska språket. Medan adeln influerades mycket av det tyska språket och kulturen ville bönderna starkt behålla det slovenska språket som officiellt. Den augustinske munken Marko Pohlin (1735–1801) ville genom sin nya grammatikbok, Kraynska gramatika (1768), propagera för slovenska som undervisningsspråk. Han var den som började med nästa steg – att nå ut med ett bredare koncept som konkretiserade och anpassade upplysningens verk till massorna. Många präster ifrågasatte varför deras modersmål skulle ha mindre värde än det tyska språket. Bland dem uppstod någon form av kulturarbetare som spred skriftligt material med inte enbart kyrkligt och själasörjande syfte. Därmed växte en känsla av nationalism och att det blev viktigt att vara unika både språkligt och kulturellt.
Slovensk drama utvecklades – det första verket på slovenska var Škofjeloški pasijon, som skrevs 1721 av pater Romuald Marušič. Det utgör även den äldsta bevarade regiboken i Europa. Passionen spelas fortfarande upp i dagens Slovenien. Kännetecknande för detta drama är det stora antalet skådespelare - omkring 800 stycken.

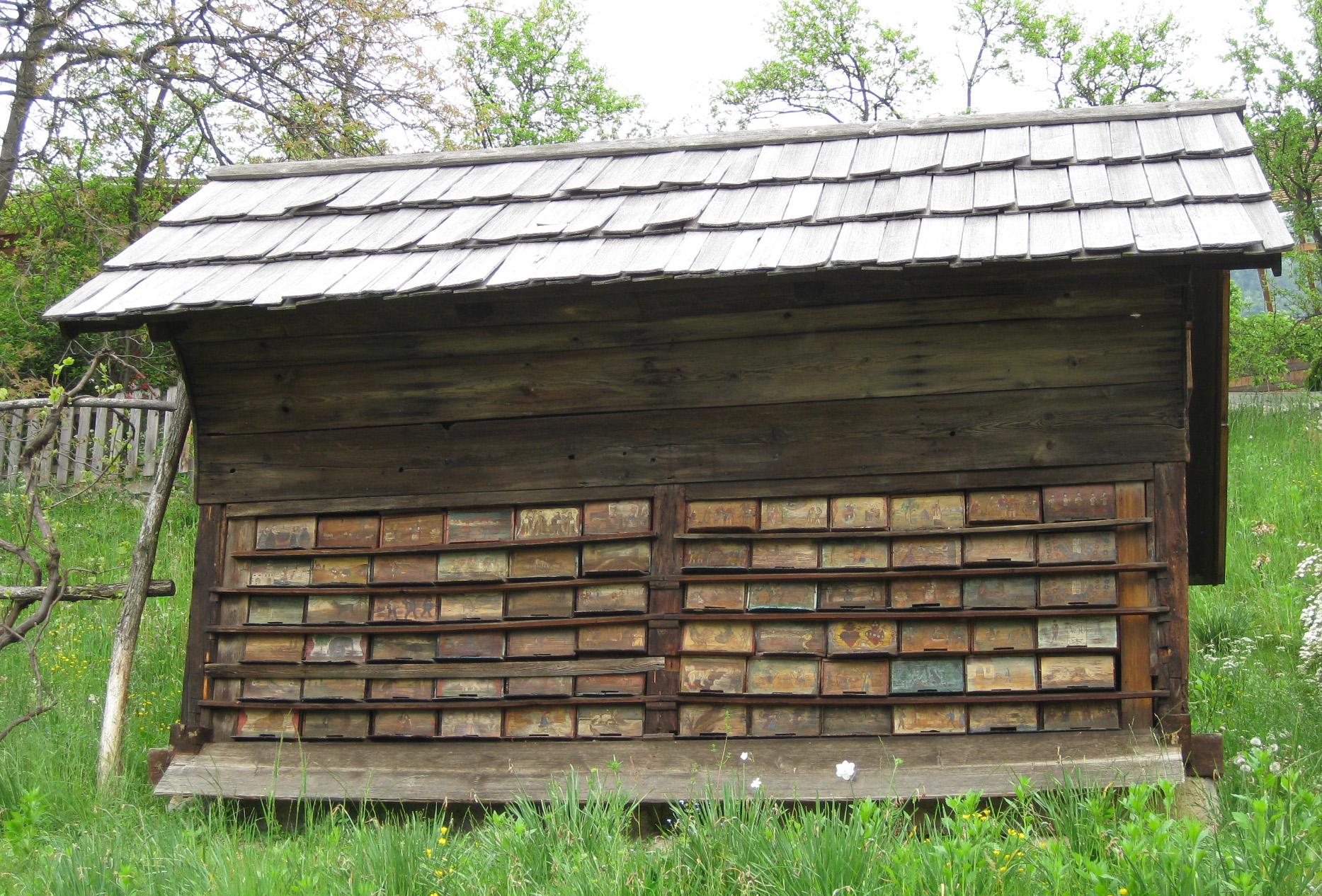
Janšas bikupehus i Breznica med bikupepaneler.

Under 1700-talet fanns det flera intressanta slovenska vetenskapsmän. Ferdinand Avguštin Haller von Hallerstein (1703-1774) begav sig till Kina och uträttade där stora ting inom matematiken, astronomin och beräkningen av kinesernas befolkningsantal och födelsetal. År 1745 blev han företrädare för den japanska jesuitiska provinsen, ett år senare upphöjdes han till ordförande av astronomisk-matematiska kollegiet och mandarin av femte, senare av tredje graden. Vid kollegiet var endast den manchuriske prinsen honom överordnad. Janez Žiga Valentin Popovič (1705–1774) var både språkvetare och naturvetare. Han gav de tysktalande folken en av de första praktiskt användbara grammatikorna och var pionjär inom oceanografins utveckling.

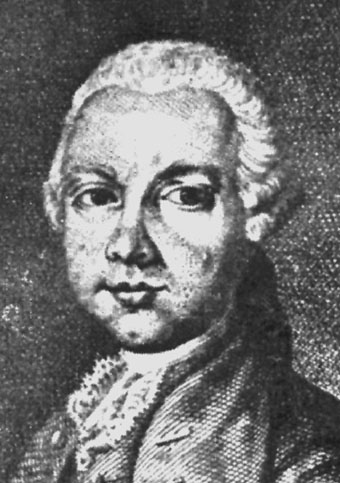
Giovanni Antonio Scopoli.

Giovanni Antonio Scopoli (1723–1788) var född i Sydtyrolen men arbetade som gruvläkare i den slovenska staden Idrija i mitten av 1700-talet. Han hade även en befattning som lärare vid gruvskolan där. Han verkade i Idria under 16 år. Under sin vistelse i Slovenien skrev han ett berömt verk kallat Entornologia Carniolica. Han hade även kontakt med svensken Carl von Linné då han var intresserad av fauna och flora. Till sin ära fick han ett läkemedel med namnet skopolamin uppkallat efter sig. Anton Janša (1734–1773) var pionjär inom den moderna biodlingen och arbetade som den förste biodlingsläraren vid kejsarens hov. Han blev känd för sina föreläsningar där han delade med sig av sina omfattande bikunskaper runt om i de habsburgska regionerna. Kejsarinnan Maria Teresia gav efter hans död ut en bestämmelse om att alla biodlarlärare måste undervisa efter hans böcker. Baron Jurij Vega (1754-1802) var slovensk matematiker, fysiker, geodet, meteorolog och artilleriofficer. Hans logaritmtabeller användes under 200 år ända till miniräknaren kom. För sina meriter och för att han uppfann granatkastaren, dekorerades han med den prestigefyllda chevalier orden av Maria Teresia 1795. Han blev också automatiskt medlem av flera vetenskapliga organisationer. År 1800 tilldelades han av kejsaren Frans II titeln baron. 1802 avancerade han till överstelöjtnant. En krater på månen, Vega, har uppkallats efter Jurij Vega. 
1779 förnyades Academia Operosorum - medan den tidigare slovenska vetenskapsakademin var humanistisk till sin själ, latinsk till språket och medvetandemässigt Krain-fosterlandsinriktad, tillhörde den förnyade akademin till sin själ upplysningen och var språkligt och nationellt upplysningsmässigt utpräglat slovenskt.
1797 började även den första slovenska tidningen, Lublanske novice, ges ut.

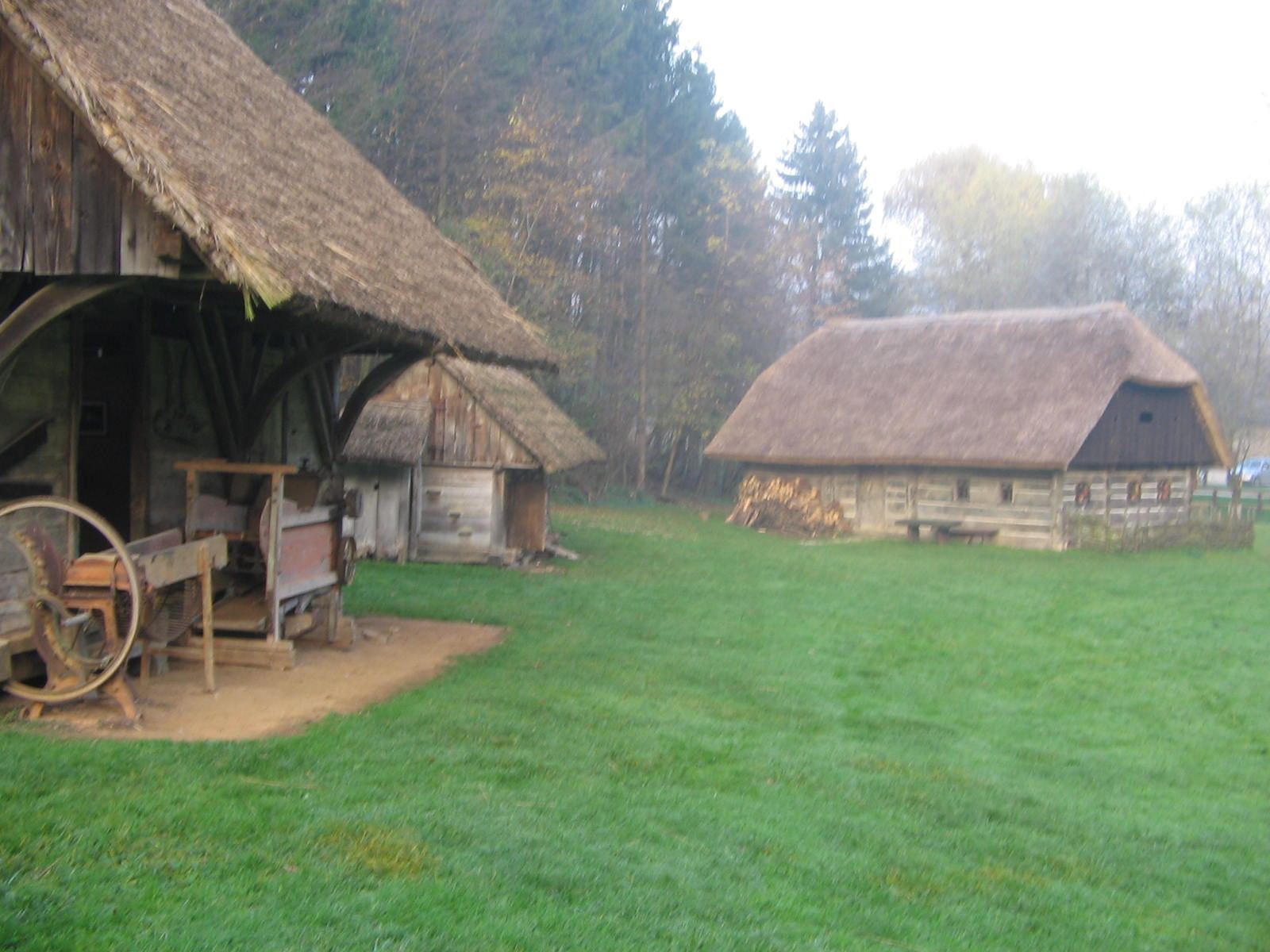
Slovenskt 1800-talshus

Husbygget i de slovenska områdena påverkades av vad man hade att tillgå i omgivningen.
I nordöstra delen av Slovenien byggdes det så kallade Pannonienhus av lera, då i detta landskap slättland med lerjord överväger. De förnämare husen byggdes först av trä och täcktes sedan av tjock lera som hade blandats med halm. När man sedan hade täckt över även med ett tunnare lager lera vitkalkades hela huset. En rand längst ner på väggen målades med grå färg och taket täcktes med råghalm. Ett museiexemplar av denna hustyp utgörs av Dominkova domačija som byggdes runt år 1700.
I nordvästra delen, Gorenjskaregionen, byggdes Alphus, där källaren och bottenvåningen är murade och övervåningen är av trä. Den typiska fasaden är dekorerad med målningar och "sydda" hörn, ingången har en stenportal och träbalkongen, dvs. "gank", pryds av ett staket med utsirade brädor. Denna typ av hus har vanligtvis stallet i bottenvåningen och höladan på övervåningen jämte boutrymmet. Det var typiskt för områden med mycket snö på vintern, då boskapen i utrymmet under värmde upp bostaden. Ett typiskt sådant hus är Liznjekova domačija, som idag ser ut så som det gjorde i slutet av 1700-talet.
I sydvästra delen, i kustlandskapet, är de traditionella husen byggda av sten, murade utan murbruk, och är täckta med skrle, tunna stenplattor. Typiska arkitektoniska element är: stentaket täckt med skrle, en mäktig skorsten, gank (balkong med trappa), dörrtrösklar av sten, fönsterramar av sten med järnkors, en brunn - štirna, en hög mur som skyddar gården från den kraftiga vinden burja (sv. bora) och en stenportal, som pryder ingången till gården. Ett sådant karsthus från slutet av 1700-talet går att besöka i Repen vid Trieste.
På 1800-talet byggdes de slovenska husen i den skogrika sydöstra delen, Dolenjskaregionen, av träslagen ek eller bok som täcktes med halm. Många gårdar hade speciella torkhus för frukt och lin. Det fanns också en hötorkningsbyggnad som kallades för "toplar". Ett utomhusmuseum, som visar en sådan traditionell gård finns i Pleterje.
Tre gånger ockuperades de slovenska områdena av Napoleons arméer. Första gången var mars–maj 1797. Härförare var då general Bernadotte. I maj 1797 gjorde Napoleon ett uppehåll i Ljubljana. I och med fredsfördraget i Campoformio tillföll alla de tidigare venetianska besittningarna öster om floden Adige Österrike. Det betydde att alla områden där slovener bodde nu för första gången kom under samma härskare, dvs. de venetianska delarna av Istrien, Dalmatien och Slovenien.
I det så kallade tredje koalitionskriget anslöt sig Österrike till engelsk-ryska förbundet mot Frankrike. Fransmännen tog hela det slovenska territoriet i besittning och efter fredsfördraget i Bratislava 1805 tillföll de tidigare venetianska delarna det italienska kungriket. 
Napoleon I tog 1809 till slut, efter att för tredje gången ha trängt in i området, över Gorizia, Trieste, Krain och hälften av Kärnten. Vid fredsfördraget i Schönbrunn den 14 oktober 1809 grundade Napoleon Illyriska provinserna som varade fram till 1813 och som omfattade de sex civila provinserna Kärnten, Krain, Gorizia med Istrien, Kroatien, Dalmatien och Dubrovnik, samt militärprovinsen Vojna Krajina. Ljubljana var Illyriska provinsernas huvudstad. Under denna period infördes slovenskan åter i de slovenska skolorna. I Ljubljana hade generalguvernören över de Illyriska provinserna sitt säte. En av guvernörerna var marskalk Jean Baptiste Bernadotte – denne blev 1810 kung Karl XIV Johan av Sverige och inledde den svenska Bernadotteska kungliga ätten.
Den 13 oktober 1813 tog Österrike åter över de Illyriska provinserna. Perioden fram till 1848 präglades av utrikesministern Klemens von Metternichs absolutism. 1820 grundades den första sparbanken Kranjska hranilnica i Ljubljana (den andra i Österrike). Arbetarklassens liv var hårt. Arbetstiderna förlängdes och flera traditionella rättigheter och seder, som att man inte arbetade på lördagen "inför" söndagen, avskaffades - forna helger togs bort och man införde kvinno- och barnarbete. Hälsan tog stryk, inte minst hos de stackars barnen, och den genomsnittliga livslängden sjönk drastiskt. På toppen av klasspyramiden fanns bland de inhemska förmögna Bleiweis, Kozler, Kalister och Trpinc. Under denna period pendlades det ständigt mellan ett slovenskt individualitetstänkande och ett närmande till de sydslaviska folken. Poeten France Prešeren (1800–1849) gav sig in i striden för det slovenska språkets fortsatta litterära utveckling. Han blev den förste slovenen som i kvaliteten på sina verk och i sin unika poetiska talang kunde mäta sig med de stora (även Byron och Goethe) i det romantiskt inriktade Europa. Bokförlaget Mohorjeva družba grundades 1853. Dess första uppgift var att ge ut sekulära böcker för folket. 1859 blev det en del av det kyrkliga broderskapet och ideologiskt inriktat. Det nådde ut till nästan hela det slovenska territoriet, samt bevarade och spred kultur bland slovenerna. 1821 grundades regionsmuseet i Ljubljana (slo. Kranjski deželni muzej).
1845 sänktes militärtjänstgöringen från 14 år till 8 år, men det blev svårare att undslippa den. Ända sedan fransmännens överhöghet hade rekryter börjat gömma sig och formera sällskap som kallades för rokovnjači – de utgjorde någon form av fredlösa ute i skogarna. 1853 kvästes rörelsen slutligen av den österrikiska armén. Då hade man i riket sedan 1849 infört ett välorganiserat gendarmeri, som införde ordning och reda.

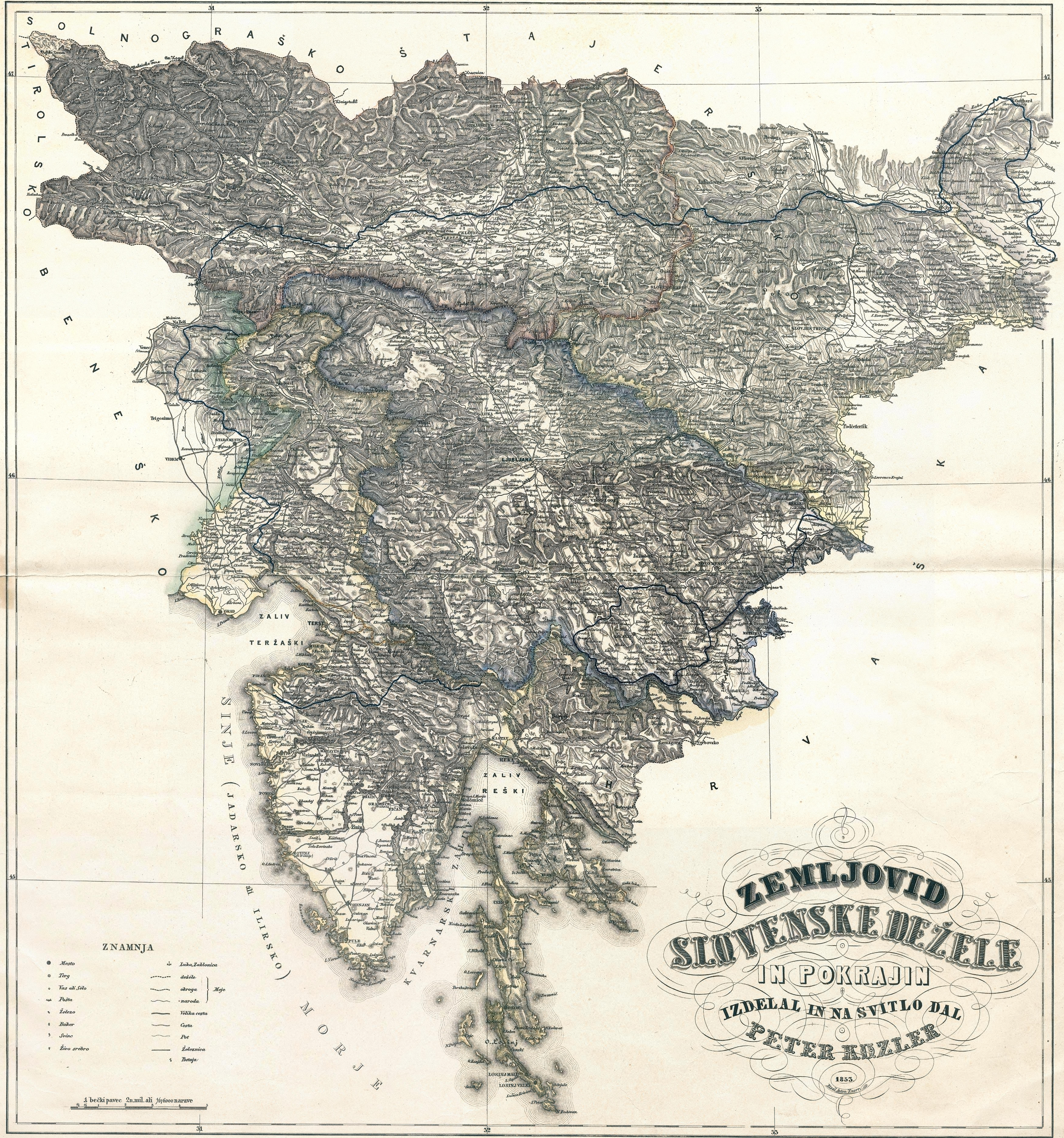
Peter Kozlers karta (1853) över det önskade förenade Slovenien.

Efter Februarirevolutionen 1848 i Paris utbröt Marsrevolutioneni Wien, som ledde till att Metternich fick avgå. Oroligheter bröt även ut runt slott och herrgårdar i Slovenien. Bara ett fåtal arbetare reagerade känslomässigt på revolutionen, däremot gjorde bönderna det i massor; de såg i den feodala absolutismens kris en möjlighet att slutgiltigt frita jorden och slutade verkligen med att uppfylla sina feodala skyldigheter. I och med detta avslutades den feodala perioden på slovenskt territorium.
Revolutionen innebar i allmänhet en lättnad, trots att borgarna av rädsla för arbetarna och bönderna upprättade en nationalgarde för att vakta sina liv och ägodelar. Tidningarna emottog med glädje löfte om författning och tryckfrihet. Störst beslutsamhet visade några kulturella personligheter i och med nationalfrågan – den etniska individualiteten och dess politiska bekräftelse var inte längre något problem, problemet var vägen till förverkligandet. Bland idéerna fanns också tanken om en sydslavisk union, men de nationella tendenserna uttryckte sig framförallt i ett program för ett förenat Slovenien, Zedinjena Slovenija, som utarbetades 1848. 
Efter 1851 följde dock en period med inrikesministern Bachs absolutism. En reaktion på självständighetssträvandena kom i form av upphävande av politiska, kulturella och nationella friheter och som stödde sig på tjänstesektorn och militären. Av rädsla för uppror samarbetade regeringen med kyrkan. Den politiska och psykiska atmosfären förändrades till en för det slovenska folket kritisk situation. Det fanns ingen yttrandefrihet eller tryckfrihet och det var förbjudet att samlas. Alexander von Bach förde en antislavisk politik och hade en idé om germanisering. Absolutismens makt försvagades dock på grund av missnöje även bland tyska borgerligheten, statsskulder och förlusten mot Napoleon III i Italien 1859. Den avskaffades slutgiltigt under 1861.
Det skedde några positiva ekonomiska och politiska utvecklingar under den tiden som är värda att nämna. Även vissa utvecklingar inom kommunikationen skedde som hade ett gynnsamt inflytande för Slovenien.  Det första frimärket i Österrike gavs ut 1850 efter att slovenen Lovrenc Koširs (1804–1879), en av upphovsmännen till dagens frimärke (den andre är Rowland Hill vars första frimärke One Penny Black kom ut 1840), idé om frimärke först hade avslagits i maj 1836. Tullgränserna mellan den österrikiska och ungerska delen av monarkin avskaffades år 1851. Man hade kvar tullavgifterna men i jämförelse med de tidigare tullreglerna var de mildare.  Ett kommunikationsmedel som blev allt viktigare i Slovenien var telegrafen. 1849 byggdes järnvägen till Ljubljana och den blev helt färdig 1857 då den nådde ända till Trieste. Byggandet av järnvägarna hade en stor betydelse för bland annat transportens och handelns utveckling. Under den tiden då Ljubljana var slutstation och järnvägen ännu inte hade byggts till Trieste, var man tvungen att lasta av varorna i Ljubljana och sedan frakta dem till Trieste på landsväg.  Även de varor, som kom från Trieste och skulle någon annanstans, blev man tvungen att omlasta. Detta gynnade Ljubljanas ekonomi och utveckling, eftersom det växte upp stora verkstäder för järnvägens behov.  Men efter åtta år nådde järnvägen till slut Trieste och då tog de gynnsamma dagarna slut för Ljubljana. Verkstäderna flyttades då till staden Maribor. Då var det staden Triestes tur att utvecklas och man byggde en arsenal, ett stort skeppsvarv och en mekanisk verkstad som tillhörde österrikiska Lloyd. På den tiden var Österreichischer Lloyd det största rederiet i Medelhavet.  
Under 1860-talet blev Österrike en författningsmonarki, där regentens makt begränsades av författningen och politiska friheter återinfördes (politiska tidningar, rätt till sammankomster m.m.). 1864 grundades Slovenska matica på uppmuntran av "fosterlandsälskare" från Maribor genom frivilliga donationer från utbildade, handelsmän och företagsägare med syftet att på det slovenska språket trycka mer krävande verk från allehanda områden, höja utbildnings- och kunskapsnivån, skapa en slovensk terminologi för olika specialområden osv. Dåtidens Österrike uppmuntrade till grundandet av sådana bolag, vilket även kejsaren Frans Josefs bidrag (500 gulddinarer) vittnar om. 
Sedan mitten av 1800-talet begav sig allt fler slovener ut i världen. Under den första utvandrarfasen till Amerika var det framförallt missionärer, äventyrare (guldletare), soldater samt ekonomiska utvandrare som gårdfarihandlare från Bela krajina och bönder från Gorenjskaregionen som gav sig iväg över Atlanten. Den slovenske missionären och biskopen Friderik Baraga (1797-1868), verkade bland indianerna i USA och gav bland annat ut en ojibwagrammatik, samt en ojibwa-engelsk- och en engelsk-ojibwaordbok. Baraga County i Michigan är uppkallat efter honom. Under 1860- och 1870-talen var Minnesota det utlovade landet, särskilt för slovener från Gorenjskaregionen. Efter det amerikanska inrikeskriget, det vill säga 1865, bosatte sig lantbrukarfamiljer från Dovje, Mojstrana och orter runt Bled, Podbrezje och annorstädes på de bördiga fälten i Minnesota.

### Slovener i Mexiko 1865–1867
Många slovener har sökt lyckan utanför landets gränser. Ett sådant exempel är striderna i Mexiko 1864 – 67. Ärkehertig Maximilian Ferdinand, yngre sonson till kejsar Franz II av Österrike (1832 – 1867) blev först amiral i den österrikiska flottan. Han lyckades reformera den. 1859 förhörde sig Mexiko, ett ekonomiskt bankrutt och utslaget land, om Maximilians intresse för posten som Mexikos kejsare. Maximilian avstod. Frankrike invaderade därefter Mexiko och 1863 då Frankrike erövrat Mexiko blev Maximilian tillfrågad igen enär Napoleon III ville upprätta en monarki. Maximilian accepterade, men Frankrike drog tillbaka sina styrkor. Väl anländ till Mexiko 1864 skulle Maximilian förena konservativa och liberala, något han inte var skickad att göra. I trupperna ingick även många slovenska frivilliga. Den 3 juni 1864 publicerade Ljubljana stad ett upprop för att samla volontärer med referens till den österrikiske kejsarens beslut att uppbåda 6 000 volontärer på det österrikiska territoriet. Volontärerna skulle vara män, kristna, ogifta eller änklingar och barnlösa. De fick inte vara äldre än 40 år och minst 147,5 cm långa. De skulle skriva på för 6 år, med möjlighet till förlängning. Efter avslutad tjänst kunde de få antingen mark i Mexiko eller betald hemresa. De fick smeknamnet ” meksikajnarji”, ungefär ”mexikofararna” och blev mycket omtalade i dåtidens press. 1868 kom en bok skriven av Jakob Alešovec om dem ut i Ljubljana:”Cesar Maks in Mehika” (Kejsar Max i Mexiko).
”Mexikofararna” samlades i den tidigare sockerfabriken i Ljubljana. Fram till februari 1865 hade 433 män skrivit på: de flesta från Ljubljana med omnejd (118 st), Novo mesto (30) och Kamnik (25), Kranj, Vrhnika och Idrija bidrog med 20 soldater var. Snittåldern var 32 år. Till Trieste blev det tåg och sedan seglats i 36 dagar till hamnstaden Vera Cruz där kejsaren själv tog emot de första soldaterna den 17 januari 1865. Redan efter en månad började en av officerarna, löjtnant Kastelič, uttrycka tvivel om utgången av stridigheterna. 
Trots detta kämpade Kastelič vidare, blev befordrad till kapten och fick flera medaljer för mod och kämpaglöd. Han ingick i kejsarens vakt. Kastelič beskrev i brev hem hur slovenerna kämpat tappert bland annat då hans 10:e kompani attackerats av mexikanerna vid staden Zacapoaxtl. Slovenerna tog kontroll över ett flertal fastigheter. I ett av dessa slog mexikanerna hårt tillbaka. 15 soldater attackerade huset – fem föll. Skytten Hebina från Kranjska Gora vad den förste att klättra upp på taket, ta bort teglet och skjuta in på försvararna. En annan skytt, Lekše från den lilla staden Zaboršt nära Novo mesto, träffades tre gånger men hans uniformsrock fångade upp tio kulor. Soldaten Kočabe från Kärntenområdet och skytten Povše från Mokronog mötte cirka 100 soldater med endast ett tiotal kamrater. Hebina, Lekše, Kočabe och Povše fick silvermedalj för tapperhet. 
I mars 1866 publicerades ett förnyat upprop på volontärer i Novice. I början av maj kunde kring 1 100 ”mexikofarare” ta tåget till Trieste. USA, där inbördeskriget nu var över och man hade tid att se vad som hände i närheten, reste dock starkt motstånd mot utskeppningen och volontärerna kom inte iväg. 400 togs in i den österrikiska armén och 700 skickades tillbaka till Ljubljana. Mexico City föll tidigt 1867 och Maximilian drog sig tillbaka till Querétaro, som belägrades fram till juni 1867 då han gav upp. Maximilian och två av hans generaler avrättades. Endast 1 511 av alla österrikiska volontärer återvände hem i april 1867. Ett antal slovener bosatte sig i Mexiko och blev därmed bland de första emigranterna till denna del av världen.

### Slovenskor i Egypten
Under den andra halvan av 1800-talet förekom en massiv utvandring av kvinnor från västra Slovenien till Egypten. Fenomenet började med konstruktionen av Suezkanalen och ökade efter dess invigning 1869 i och med att antalet Europeiska entreprenörer ökade. Dessa entreprenörer bosatte sig främst i Kairo och Alexandria och det var för dessa rika Europeiska familjerna som slovenskorna kom att arbeta för som kokerskor, barnvakter, sömmerskor, ammor och så vidare. Ofta tillbringade kvinnorna hela sina yrkesliv i Egypten och de kom bara hem på besök, eller när de en gång hade pensionerat sig. Särskilt svårt var det för de kvinnor som lämnade dibarn hemma för att arbeta som välbetalda ammor i Egypten. Kvinnorna som for till Egypten kom att kallas Aleksandrinke (svenska: kvinnorna från Alexandria) i Slovenien, efter staden Alexandria där de flesta av dem fick anställning.
Motivet för aleksandrinke var ekonomiskt. Pengarna som de tjänade skickades hem antingen med post, eller när de åkte hem på besök och användes för familjens överlevnad, barnens utbildning eller kanske någon tillbyggnad på familjen gård och vanligtvis åkte slovenskorna hem när de tjänat ihop tillräckligt mycket. Att arbeta i Egypten betalade upp till fyra gånger så mycket som att arbeta i Trieste och många slovenska gårdar befann sig i en svår ekonomisk situation med ålderdomligt jordbruk, pågående industrialisering och höga skatter. Ursprunget för Aleksandrinke var troligtvis att några rika familjer i Trieste eller Gorizia flyttade till Egypten och i samband med det erbjöd deras slovenska hemhjälp att följa med och på så sätt öppnades möjligheten för unga slovenskor att söka tjänst i Egypten. När så de första slovenskorna etablerat sig i Egypten hittade de arbete åt syskon, grannar och väninnor och på så sätt kom allt fler slovenskor att arbeta där. De sista slovenskorna lämnade sina tjänster i Egypten någon gång på i slutet på 1960-talet eller början på 1970-talet, men fenomenet började avta redan efter andra världskrigets slut.
1867 infördes dualism - monarkin delades i två likställda delar, den österrikiska och den ungerska: Österrike-Ungern. Kejsaren Franz Joseph var gemensam, men man hade var sin regering och parlament. Slovenska Prekmurje hamnade under den ungerska delen och resten av de slovenska regionerna i den österrikiska. Det uppstod en klyfta i slovensk politik mellan den äldre och den yngre generationen, och man myntade uttrycket gammal- och ungslovener. Vad gäller litteraturen så anses 1848 och 1881 vara milstolpar under denna period. 1848 hade censuren avskaffats samt tryck- och samlingsfriheten infördes. Den ledande kraften som då var gammalslovenerna bildade litterära samfund, föreningar, läsgrupper och tidningar. 1881 började ungslovenernas litterära tidskrift Ljubljanski zvon ges ut. Den samlade kring sig alla slovenska författare av betydelse och banade väg för en ny era – realismen. Under ungslovenernas första årtionde fanns bland de betydelsefulla poeterna och författarna, vid sidan av den ledande ideologen Fran Levstik, även Simon Jenko, Fran Erjavec, Janez Trdina och Matija Valjavec. Senare var huvudföreträdarna Josip Jurčič, Josip Stritar, Ivan Tavčar och Janko Kersnik. Även prästen och poeten Simon Gregorčič samarbetade med dem.

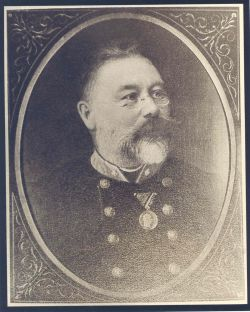
Lovrenc Košir (1804-1879) uppfann frimärket.

Från år 1888 började den katolska kulturtidskriften Dom in svet (Hemmet och världen) att ges ut. Den grundades och redigerades av Frančišek Lampe och var konservativ i sin hållning vilket gjorde att den kom att stå i opposition till den national-liberala tidskriften Ljubljanski zvon. Dom in svet gavs ut fram till 1944.  Den klara distinktionen mellan de liberala och konservativa var ovanlig i regionen.Dom in svet ställde sig mot friare litterära former och stod för kristna nationella och panslavistiska värden. De var motståndare till den västerländska dekadensen och Anton Aškerc (1856-1912). Trots detta skev de om utländsk kultur och litteratur, till och med om l'art pour l'art. De kritiserade modernistiska verk och författare men de ignorerade dem inte. Några andra publikationer under samma period var, tidskriften Slovan (1884 - 1887), som publicerades av författaren Ivan Tavčar (1851-1923) och Ivan Hribar (1851 - 1941), som senare kom att bli borgmästare i Ljubljana. Den hade en liberal hållning. Fran Pogodnik (1846-1904) publicerade tidskriften Slovanski svet i Trieste mellan åren 1888-1899. Den var radikalt panslavistisk, medan tidningen Rimski katolik (1888-96) som Anton Mahnič (1850-1920) var redaktör för, hade en konservativ hållning.
Under 1800-talet var intressanta vetenskapsmän och uppfinnare bland annat Franc Miklošič (1813-1891), slovensk filolog och den viktigaste slavisten under 1800-talet. 1844 publicerade han en kritisk recension av Bopps jämförelsegrammatik, vilken följdes av en lång rad extraordinärt djupgående verk, som i dåtidens slaviska filologi gjorde revolution. 1849 grundade han på universitetet i Wien en professur i slavistik; germanistiken grundades först nästa år. Miklošič blev professor och under tre studieår också dekanus för det filosofiska fakulteten samt under året 1854-55 rektor över hela Wiens universitet. För sina förtjänster fick han 1864 en ärftlig riddartitel (Ritter von). Han var medlem i Wiens akademi och korrespondensmedlem i den franska Académie des inscriptions et belles-lettres. Han var också företrädare för Pannonienteorin vad gäller fornkyrkoslaviskans ursprung. Miklošičs många verk bearbetar inte bara de slaviska språken, utan även rumänskan, albanskan, grekiskan och det romska språket. Dr. Franc Močnik (1814-1892) var ledande matematikpedagog inom det dåtida centraleuropeiska området. Hans instruktionsböcker, läroböcker och metodikböcker användes på alla grund- och gymnasieskolor i dåtidens Österrike-Ungern och vidare omkring. Janez Puhar (1814-1864) anses vara heliotypins fader, det vill säga av fotografering på glasplattor, vilket var av avgörande betydelse för fotografiernas utveckling. 1841 förmedlade han sin idé till allmänheten om fotografi på glas. Puhar kallade sina fotografier för heliotypier eller ljustryck. Jožef Stefan (1835-1893) var slovensk fysiker, matematiker och poet. Av grundläggande betydelse var Stefans undersökningar om lösta kroppars diffusion i vätskor och den av honom funna Stefan-Boltzmanns lag. Janez Puh, ty. Johann Puch, (1862–1914), slovensk uppfinnare, mekaniker, företagare och visionär, var mest känd som upphovsman för cykelmärket Styria och motorcyklarna Puch samt som grundare till koncernen Puch-Werke AG. 
Hugo Wolf (1860–1903) var en österrikisk kompositör av slovensk härstamning. Han räknas till de största och viktigaste sångtonsättarna i Europa tillsammans med Franz Schubert och Robert Schumann.
Politikern och prästen Janez Evangelist Krek (1865-1917) startade 1894 lån- och sparkassor med Raiffeisen som förebild. Dessa sparkassor byggde på att man lånade ut småspararnas pengar med låg ränta till bönder och handelsmän.

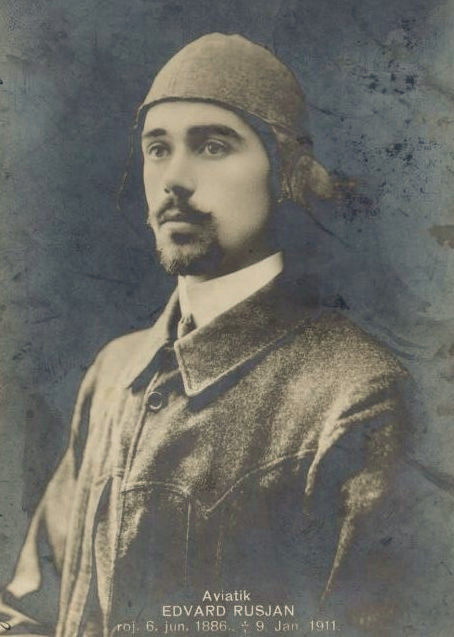
Edvard Rusjan, 1911

Edvard Rusjan (1886-1911) var slovensk flygplanskonstruktör och den förste slovenske piloten, som flög för första gången den 25 november 1909 i närheten av Gorizia (slo. Gorica) med det dubbelvingade flygplanet (biplanet) EDA I, som han och hans bror själva hade tillverkat i Vipavaområdet. 
Under det sena 1800-talet och tidiga 1900-talet verkade de fyra slovenska modernisterna Dragotin Kette (1876–1899), Josip Murn-Aleksandrov (1879–1901), Ivan Cankar (1878–1918) och Oton Župančič (1978–1949).

### Den andra stora utflyttningsvågen
Perioden mellan 1890 och 1924 räknas som den andra stora utflyttningsvågen till Amerika som nu omfattade hela det slovenska området, särskilt Krain och därifrån framförallt från regionerna Dolenjska och Bela krajina. Förutom USA lockade andra delar av världen, till exempel i Europa med Tyskland (Ruhrområdet och Westfalen), Egypten, Brasilien och Argentina och så vidare. Många fann säsongsarbete i öst, från Kroatien till bortom Kaukasus i Ryssland. Slovenerna blev under denna tid ett exceptionellt utvandringsfolk. 1903 började Rafaelova družba za izseljence (Rafaels förening för utvandrare) verka för att tillvarata slovenska utvandrares intressen.

### Feminismen

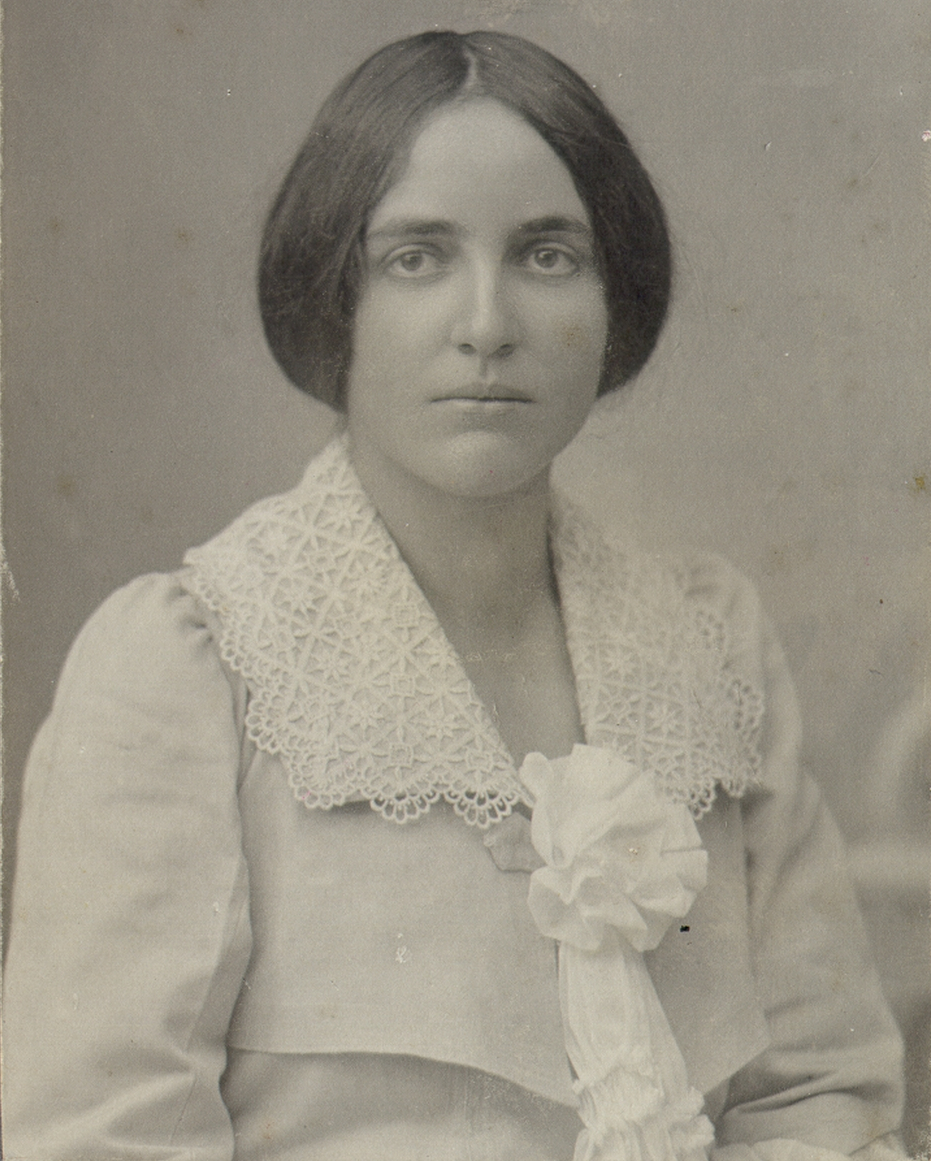
Zofka Kveder

1901 grundades den första slovenska feministiska föreningen på uppmuntran av affärskvinnan Josipina Vidmar, Slovensko splošno žensko društvo (sv. Slovenska allmänna kvinnoföreningen). "Allmänna" stod för att den var ämnad alla slovenskor oavsett yrke, vilket var en revolutionär nyhet jämfört med andra kvinnoföreningar. Huvudsyftet för föreningen var allmän och politisk utbildning av kvinnor. Bland dess aktiviteter fanns förutom kurser, kulturhändelser och olika feministiska aktioner även föreläsningar. En av de första höll författarinnan och journalisten Zofka Kveder (1878–1926) i redan 1901. Hon talade om kvinnans emancipation, eftersom hon efter utgivningen av sina korta noveller Misterij žene (1900) (sv. Kvinnans mysterium) sågs som den författare som bäst kände till den tidens kvinnors liv. Ett av hennes viktigare verk är även det sociala dramat Amerikanci (1908) (sv. Amerikanarna), som visar på fattigdom och besvikelse som orsaker till utvandring.

### Första världskriget
I det habsburgska dualistiska riket, Österrike-Ungern, verkade framförallt slovenerna för en trialism under habsburgarnas överhöghet, där den tredje enheten skulle vara den sydslaviska. Men ända sedan Österrike-Ungern ockuperade Bosnien och Hercegovina 1878 rådde det delade meningar bland sydslaverna. Serberna i Bosnien och Hercegovina förespråkade en förening med Serbien och kroaterna ville ansluta de båda provinserna till Kroatien. Innan första världskriget bröt ut var det också den blivande kejsaren Franz Ferdinands tanke att med tiden göra en trippelmonarki av dubbelmonarkin. De serbiska nationalisterna fruktade en sådan utveckling, som hotade planerna på ett storserbiskt eller jugoslaviskt rike och Franz Ferdinand blev det oundvikliga målet för deras hat. En medlem i den serbiska hemliga organisationen "Svarta handen", Gavrilo Princip, utförde attentatet i Sarajevo, som sårade ärkehertigen och hans fru dödligt. Detta ledde till att Österrike den 28 juli 1914 förklarade Serbien krig. När Tyskland, efter att centralmakterna och ententen på grund av den Österrikiska krigsförklaringen hade börjat med sitt inbördes spel, marscherade in i Belgien den 4 augusti 1914 var världskriget ett faktum. Fronter uppstod på flera håll i Europa.

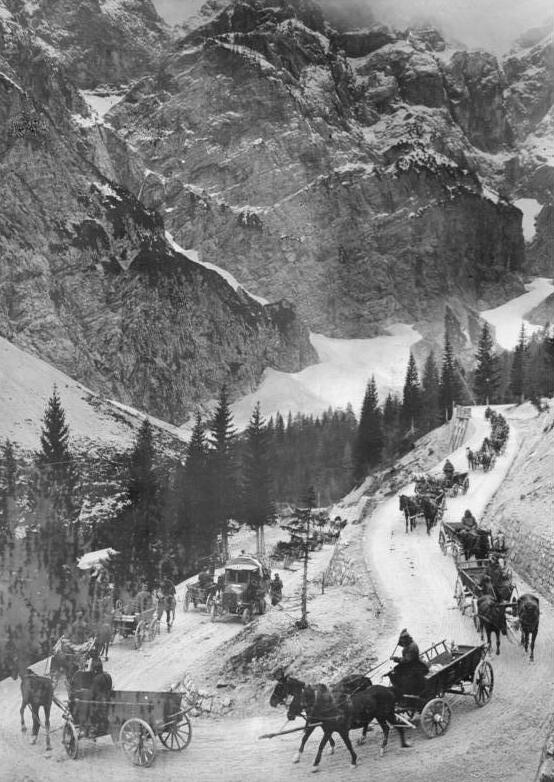
Österrike-Ungerns transport av förnödenheter till Isonzofronten över Vršič-passet. Oktober 1917.

Italien höll sig i början av kriget neutralt, men krävde senare att Österrike skulle avstå Trentino och Sydtyrolen i utbyte mot fortsatt neutralitet. Västmakterna (ententen) erbjöd dock utöver detta även Istrien, Trieste, norra Dalmatien med öarna samt en del av de turkiska och tyska områdena. "I den heliga egoismens namn" beslöt sig den italienske ministerpresidenten Salandra för att ta parti för västmakterna och skrev under ett hemligt avtal i London, Londonfördraget, 1915. Den 24 maj 1915 förklarade Italien krig mot Österrike och senare även mot Tyskland. Så uppstod den blodiga fronten på slovensk mark, den s.k. Isonzofronten. Fronten som löpte längs bergsfloden Soča (it. Isonzo) blev den största bergsstriden i människans historia och ett slakthus för slovenska män och ungdomar. Kanonernas dån från Isonzofronten hördes ibland ända till Ljubljana.
Tusentals italienska soldater stupade i slagen vid Soča och i det stora nederlaget vid Kobarid (it. Caporetto) år 1917. Mer än 7 000 av dessa ligger nu begravda i det stora krigsmonumentet på en kulle ovanför Kobarid. På Kobarids museum om första världskriget kan man också se vapen, uniformer och andra föremål från kriget. Där finns också en mängd fotografier från fronten, av döda och skadade soldater, av befästningar med mera. Kartor och modeller finns också från krigets olika skeden, och man kan se ett bildspel med tal på flera språk. Kobarids museum har utnämnts till bästa europeiska museet och fick Europarådets museipris 1993. Italien förlorade striden, men segern och alla offer var förgäves, för det italienarna inte lyckades erövra på stridsfältet fick de istället vid förhandlingsbordet efter kriget. En stor del av nuvarande Slovenien hamnade 1920 i Italien.

### Korfu-deklarationen
Slovenska politiker och representanter för intelligentian som flytt undan kriget till London, bildade 1915 en jugoslavisk kommitté under ledning av den dalmatinske politikern Ante Trumbić. Delar av kommittén träffade 1917 serbiska representanter på Korfu och tillsammans antogs Korfu-deklarationen som krävde att de jugoslaviska nationerna förenades i ett ”serbernas, kroaternas och slovenernas kungarike”, under ledning av den serbiska kungalinjen, Huset Karađorđević. Deklarationen stipulerade dock inte om det nya riket skulle vara en centralstyrd monarki eller en federation med en monark som statsöverhuvud.

### Majdeklarationen från 1917
Innan första världskrigets slut gavs Majdeklarationen från 1917 ut, ett av de viktigaste nationspolitiska programmen för slovenerna. Formellt var det en akt av Jugoslaviska klubben, men i verkligheten ett arbete utfört av Vseslovenska ljudska stranka (Allslovenska folkpartiet), som lyckades att som den starkaste jugoslaviska politiska gruppen i riksdagen i Wien få andra jugoslaviska politiker att ansluta sig till sin programidé. De krävde att alla områden inom monarkin som slovener, kroater och serber bebodde skulle förenas till en autonom region under Habsburgska dynastin, som skulle vara fritt från främmande överhöghet och uppbyggt på demokratiska principer. Majdeklarationen stötte dock på döva öron i monarkins topp, varken kejsaren eller regeringen antog dess krav. Partiets tidskrift Slovenec skrev den 28 juli 1917 att Majdeklarationen var slovenernas minimala krav, som de inte kunde avstå från. Man ville inte anta någon kompromisslösning som grundade sig på ett erkännande av dualismen, utan ville ha ett statsförbund med kroaterna och serberna baserat på någon form av slovensk nationell autonomi. I början av augusti skrevs det också att den slovenska framtiden bara kunde utgöras av Förenade Slovenien inom en jugoslavisk gemenskap. Detta ställningstagande av partiet påverkade Jugoslaviska klubbens uttalande den 7 augusti 1917 att bara stötta en sådan regering som ville anta Majdeklarationen. Den Jugoslaviska klubbens politiska kamp stärktes och byggdes på ända till slutet av Habsburgska monarkin.

### Sloveners, kroaters och serbers stat
Den 29 oktober 1918 proklamerades Österrike-Ungerns upphörande i Ljubljana, vilket följdes av Kroatiens utträde och utropandet av Slovenernas, kroaternas och serbernas stat (Riket SHS). Detta rike omfattade Dalmatien, Bosnien och Hercegovina, Kroatien med Slavonien, Rijeka och Slovenien. Omedelbart därefter förkunnades avsikten att förena staten med Serbien och Montenegro. Den 1 december 1918 utropade den serbiske kronprinsen Aleksandar Karađorđević förenandet av kungariken Serbien och Montenegro med Riket SHS. I Serbernas, kroaternas och slovenernas kungarike sedermera Kungariket Jugoslavien skulle kungen som statsöverhuvud överse att det i samförstånd bildades en parlamentarisk regering. 
Vid fredskonferensen i Paris fanns redan en plan på hur den slovenska norra gränsen skulle gå enligt språktillhörighet. Denna förlitade sig slovenerna på. Men i januari 1919 involverades en amerikansk studiekommission som förespråkade folkomröstning i Kärnten. Frågan om Klagenfurtområdet blev en av de viktigaste mindre dispyterna vid fredskonferensen i Paris. Det beslutades till slut om folkomröstning. Folkomröstningen i Kärnten genomfördes den 10 oktober 1920 och bestämde landgränsen mellan det nybildade Serbernas, kroaternas och slovenernas kungarike och Österrike. Zonen A, med Velikovec som centrum, behärskades tillfälligt av den jugoslaviska armén som bestod av serber, med vilka slovenerna i området inte kom så bra överens med. Zonen B, med Celovec (ty. Klagenfurt) som centrum, låg under österrikisk förvaltning. Det beslutades att folkomröstningen först skulle genomföras i zonen A och om resultatet var fördelaktigt för den slovenska sidan, sedan även i zonen B. Folkomröstningszonen A hade en cirka 70 % stor slovensktalande befolkning, men bara 41 procent röstade för att tillfalla det nya jugoslaviska riket. Att de valde Österrike framför det jugoslaviska riket berodde framförallt på de erfarenheter de hade med serberna samt den mycket välorganiserade tyska propagandan, som målade upp en svartvit bild, där slovenerna skulle ha alla rättigheter i Österrike och som effektivt utnyttjade alla Kungariket SHS:s svagheter. På så sätt hamnade en stor slovensk minoritet på den österrikiska sidan om gränsen.

### Rudolf Maister
Slovenske generalen Rudolf Maister (1874–1934) förstod långt tidigare än den slovenska nationella regeringen att det krävdes militära åtgärder för att säkerställa norra gränsen längs med språkgränsen. Den 30 oktober 1918 tog han kommandot över den slovenska militären i Maribor, mobiliserade frivilliga och började besätta slovenska områden i Steiermark, Prekmurje och Kärnten. Den 27 november 1918 skrev Graz militärledning under en överenskommelse, som skulle låta slovenerna ta över det nationella området i Kärnten. Tyskar i Graz, Celovec (ty. Klagenfurt) och Wien samt Nationella regeringen i Ljubljana motsatte sig överenskommelsen. De naiva slovenska politikerna fick ett halvår senare från de ententa supermakternas representanter på fredskonferensen i Wien följande uttalande serverat: "Den slovenska regeringen sov visst, när Kärnten skulle besättas. Det ni har besatt och om där råder ordning och fred kan ni behålla!". Högsta rådet (USA, England, Frankrike, Italien och Japan) beslutade om de nya gränserna för första gången i februari 1919. Det fastställdes att den existerande språkgränsen i Steiermark, samt Mežiškadalen tillhörde den jugoslaviska staten (tack vare Maisters insats), men man beslutade även om folkomröstningszonerna i Koroška.
Först i april 1919 förstod äntligen den slovenska nationella regeringen, ett halvår senare än general Maister gjorde det, att slovenerna inte skulle få det slovenska Kärnten bara genom att sätta sig bakom förhandlingsbordet och beordrade först då en militär offensiv som började den 28 maj 1919. Man marscherade in i Celovec (ty. Klagenfurt) och befriade även Gosposvetsko polje (ty. Zollfeld). Redan den 4 juni påbörjades fredsförhandlingar i Kranj, där delegater från Tyska republiken Österrike villkorslöst gick med på eldupphörens krav. Två gränslinjer sattes upp med neutral mark emellan. Den slovenska armén hade då erövrat det mesta av slovensk mark i Kärnten. Men de tyska delegaterna som hade skrivit under överenskommelsen i Kranj erkände plötsligt inte längre denna utan ursäktade sig med att det den 12 maj 1919 slutligen hade beslutats om folkomröstning för Kärnten och att fredskonferensens högsta råd krävde att slovenernas trupper måste avlägsnas från marken bakom Karavankenbergen. Den 18 september 1919 beordrades general Maister med sina polisstyrkor att dra sig tillbaka från Kärnten för att inte påverka folkomröstningsresultatet.

### Mellankrigstiden
Under mellankrigstiden hade således det slovenska språkområdet delats upp i tre ungefär lika stora delar mellan tre länder, Italien, Österrike samt Kungariket SHS, som serberna snarare betraktade som ett "förstorat Serbien", som hade givits dem som deras rättmätiga del efter första världskriget.
Med fredsfördraget 1919 hade Österrike förbundit sig att respektera minoriteternas rättigheter - efter folkomröstningen brydde man sig inte längre om detta. Omedelbart efter maktövertagandet blev tyska det enda officiella språket i Kärnten; man förtyskade även ort- och personnamn. Av Železna Kaplja blev det Eisenkappel (i detta fall en översättning), Borovlje blev Ferlach, efternamnet Globočnik blev Globotschnigg osv. De flesta slovenska lärarna lämnade Kärnten efter 1920 och antalet slovenska skolor och klasser minskade alltmer. 1925 fanns det bara en skola kvar. Med umgängesspråk som kriterium räknade man ut att det 1910 fanns 66 000 slovener i Kärnten; 1923 fanns 39 000 kvar.
Om möjligt gick det ännu sämre för slovenerna i Italien. Den fascistiska mobben kände inga gränser. I mars 1921 fanns en grupp hemåtvändande fascister på tåget som körde sträckan Trieste–Rovinj. Tåget stannade i Strunjan (nära Piran) där en grupp slovenska barn lekte vid järnvägsstationen. När fascisterna hörde dem tala slovenska öppnade de eld mot dem och dödade några av dem. Sedan fortsatte tåget mot Trieste. Redan 1923, efter fascismens maktövertagande, blev både de slovenska och kroatiska språken strängt förbjudna i allt offentligt umgänge, även i kyrkan. Man avlägsnade alla skyltar på dessa två språk och även på kyrkogårdarna målade man över gravstenarna. Användningen av gamla ortnamn förbjöds och personnamnen fick italiensk förvrängning. Janez Uršič blev Giovanni Ursi. Det slovenska och kroatiska skolväsendet kvästes genom en särskild skolreform; innan dess fanns det 400 slovenska och kroatiska skolor med omkring 52 000 elever på de av Ialien besatta områdena med Kustlandskapet och Istrien. Lärarna utvisades till Syditalien om de inte dessförinnan hade flytt till Kungariket SHS. I sin strävan att utrota allt som var slaviskt var de italienska fascisterna inte främmande ens för rättegångar som avkunnade dödsstraff.

### Rapallofördraget
Rapallofördraget var ett gränsavtal som slöts 12 november 1920 mellan Italien och Serbers, kroaters och sloveners kungarike i Rapallo. Fördraget var menat att reda ut och klarlägga gränserna i norra Adriatiska havet, Dalmatien och Venezia Giulia. Efter Österrike-Ungerns sammanbrott och Italiens ockupation av de områden som de tilldelats i Londonfördraget steg spänningen i regionen och med Rapallofördraget permanentades det tillståndet, något som lämnade en halv miljoner slaver (Slovener och Kroater) i Italien och ett par hundra Italienare i Jugoslavien. Den del av Rapallofördraget som rör Slovenien innebar att gränsen i princip drogs längs vattendelaren mellan Adriatiska havet och Svarta havet, vilket innebar att orter så långt österut som Postojna och  Idrija kom att bli Italienska gränsstäder. Rapallogränsen varade fram till andra världskriget och har som en del av den längre gränshistorien mellan Slovenien och Italien haft en stor påverkan på den slovenska kulturen i området, till exempel inom språk och arkitektur.

### TIGR
Den slovenska befrielseorganisationen TIGR grundades i Trieste 1925. Den kämpade för att befria Kustlandskapet (slo. Primorska) från det fascistiska Italien, i förhoppning om att kunna ansluta det till Kungariket SHS. TIGR-medlemmarna var de första i världen som gjorde uppror mot fascismen. Namnet kommer av den första bokstaven på vad man ansåg var slovenska städer/områden: Trieste, Istrien, Gorizia, Reka.
Under mellankrigstiden utvecklades turismen mycket starkt i den delen av Slovenien som låg i Kungariket SHS. Regeringen stöttade detta då det var medvetet om turismens betydelse för ekonomin. 1924 grundades Zveza za tujski promet (sv. Turismförbundet) i Ljubljana som tog hand om förmedling av rum och lägenheter till turister, förde en förteckning över hotell, påskyndade hotell- och restaurangverksamhet i turistområdena, gav förslag till utveckling av post- och busstrafik, sponsrade uppbyggnad av turistobjekt i bergsområdena, svarade för propagandamaterial samt gav ut publikationer och turistbroschyrer, grundade turistbyråer och påskyndade turistreseverksamheten. Tillsammans med Maribors turistförbund gav det ut tidskriften Slovenija där man publicerade informativa artiklar om nyheterna inom turismen. Från början var turismen begränsad till kur- och semesterorter, vilket var inom ramen för hälsovården och välbefinnandet samt för stärkande av kroppens och själens kondition intimt förbundet med rekreation och underhållning av de rikare skikten av befolkningen. Ett exempel är Bled, där det först utvecklades hälsoturism. Sjöns och omgivningens naturliga skönhet samt det fördelaktiga läget gjorde att Bled kunde utvecklas till en förstklassig semesterort.
1923 fick den slovensk-österrikiska kemisten Fritz Pregl (Friderik Pregl, 1869-1930) Nobelpriset i kemi "för uppvecklingen av mikroanalysen med organiska substanser". Herman Potočnik, även känd under pseudonymen Noordung (1892-1929) var slovensk raketingenjör och pionjär inom kosmonautik (astronautik). Han är främst ihågkommen för sitt arbete kring långtidsvistelse i rymden. I sin bok Das Problem der Befährung des Weltraum (Berlin, 1929), dvs. Rymdresefrågan, beskrev Noordung en plan för att tränga in i rymden samt det första matematiskt understödda konceptet för en bemannad rymdstation, som han placerade i den geostationära banan. Herman Potočnik nämnde också kärnenergins framtid samt fotondrift under en tid då det huvudsakliga färdmedlet var häst och vagn. NASA översatte hans bok till engelska så sent som 1995.

### Anton Korošec
Den störste slovenske politikern under mellankrigstiden var Anton Korošec (1972-1940). Han var vice president i Kungariket SHS:s första regering 1918, sedan samarbetade han som SLS:s (Slovenska folkpartiets) ledare i andra högerinriktade regeringar; 1924 vann SLS i Slovenien igen efter en förlust 1920, och han blev regeringens vicepresident, samt under 1924 och 1927 även inrikesminister.  Den 28 juni 1921 antogs så Vidovdankonstitutionen, som Anton Korošec starkt motsatte sig, där riket delades upp i 33 förvaltningsområden, med var sin borgmästare som utnämndes av Belgrad utan att ges någon fullmakt. All makt låg i händerna på nationalförsamlingen och regeringen i Belgrad, vilket slutgiltigt tog död på de enskilda nationalregeringarnas förhoppningar om större rättigheter och autonomi. Efter attentatet på Stjepan Radić 1928 anförtrodde dock kungen Anton Korošec regeringsmakten i "sjättejanuaridiktaturen", och han var även minister i Živkovićs regering 1929.
Den 6 januari 1929 ogiltigförklarade kung Aleksandar Vidovdankonstitutionen, upplöste församlingen och de politiska partierna och tog själv över all makt i riket, som fick ett nytt namn: Kungariket Jugoslavien. Hans politik blev hädanefter "ett Jugoslavien, ett jugoslaviskt folk". Allt som påminde om de gamla nationella regionerna skulle motarbetas. Han delade Jugoslavien i nio banater med namn efter de viktigaste floderna, samt staden Belgrad som en särskild enhet. Bara ett av dessa banat stämde med de etniska gränserna, nämligen Dravska som var helslovenskt. Korošec försökte lösa krisen mellan folken på demokratisk väg, 1930 lämnade han dock regeringen på grund av politiska påtryckningar från Slovenien. I opposition skrev han 1932 ner Slovenska deklarationen, som krävde en ny internationell överenskommelse mellan slovener, kroater och serber, vilket skulle göra en sådan stat attraktiv även för slovenerna utanför gränsen i Kärnten och Kustlandskapet. På grund av sina åsikter förvisades han till ön Hvar.

### Jože Plečnik
Tack vare den etniska homogeniteten och det slovenska folkpartiets (SLS) dominans, som strävade efter autonomi, upplevde slovenerna ändå någon form av autonom känsla, som den centraliserade Belgradregimen inte kunde rå på. Slovenien lyckades med att utvecklas både ekonomiskt och kulturellt. Arkitekten Jože Plečnik präglade Ljubljana genom återuppbyggnaden av staden efter en jordbävning 1895. 1919 grundades äntligen ett länge efterlängtat universitet i Ljubljana och 1928 även Nationella galleriet som man hade kämpat för i årtionden. Radio Ljubljana, föregångare till Radio Slovenija (RTV Slovenija), började att sända på försök den 1 september 1928 och hade den 28 oktober samma år regelbundna sändningar.

### Andra världskriget
1939 hade andra världskriget börjat och den 6 april 1941 svepte de tyska bombplanen över Ljubljana för första gången och förstörde bland annat Ljubljanas radiostation. Banen över Dravskabanatet dr. Marko Natlačen fann sig och bildade ett nationalråd redan på anfallets första dag. Detta råd började bilda en egen armé, den slovenska legionen, men aktiviteterna fick ett abrupt slut dagen därpå då de italienska bersagliererna intog Ljubljana den 11 april. Snart därefter sönderföll det första Jugoslavien.
Under andra världskriget befann sig det slovenska området omringat av fyra fascistiska/nazistiska stater och delades i lika många delar. Tyskland lade beslag på allt norr om Ljubljana (ty. Laibach), Italien tog över större delen av det som återstod, Ungern ockuperade ett stycke i nordost och Kroatien ett stycke i sydost. 
Sedan början av 1800-talet växte de tyska och italienska nationalistiska rörelserna och inom ramen för denna "den tyska historiska skolan", lite senare även den italienska. I och med detta uppkom en i samband med expansionistiska politiska mål beräknande teori om en tusenårig bosättning av en tysk och italiensk nation på slovenernas område, som slaverna, bland dem slovenerna, skulle ha trängt bort genom sin ankomst under 500-talet. Denna teori tjänade tyskarnas syfte att breda ut sig mot söder och Adriatiska havet samt italienarna mot öst. I sin värsta form uttryckte den sig i form av Adolf Hitler och hans teori om levnadsrum (Lebensraum). Med denna anklagades slovenerna (orättfärdigt) för folkmord, för att de skulle ha utrotat den tyska (germanska) och italienska (romanska) urbefolkningen. På så sätt rättfärdigade man sitt eget våld mot slovenerna med ursäkten att man stred för sitt eget stulna land.
Planerna hos ockupanterna innefattade att slovenerna skulle försvinna som folk, antingen genom att förflyttas eller genom internering i läger. 260 000 människor skulle deporteras för att evakuera området för tysk kolonisation. Först började man deportera den slovenska intelligentian, huvudbäraren av den slovenska identiteten. Sammanlagt deporterades 63 000 människor, medan 40 000 slovener var internerade, 80 000 var fängslade och 15 000 befann sig i krigsfångeläger. 17 000 människor lyckades fly från deporteringen. Exilslovenerna användes som billig arbetskraft för de tuffaste jobben. De tvingades att arbeta i gruvor, stenbrott och fabriker, bygga vägar och järnvägar. Många av dem återvände aldrig. De ligger i gravar utspridda över hela Europa.
1945 återvände de överlevande exilslovenerna till sina ruinerade och förstörda hem. I Nedre Steiermark, ockuperat av tyskarna, hade man snart förvisat all intelligentia, prästerskapet och några tiotusentals bönder, i vilkas hem man inrättade bessarabiska och sydtyroliska tyska bosättare. Man förbjöd det slovenska språket på allmän plats, i skolor och kyrkor, förstörde slovenska böcker och fängslade samt avrättade patrioter. Under Italiens annektering och ockupation av det slovenska området miste 60 000 människor livet, inklusive arkebusering av 12 000 civila "gisslan". Slovener fick sitta i italienska fängelser och koncentrationsläger; de värsta var ön Rab och fängelset i Triestes Rižarna. När den fascistiska oberoende staten Kroatien (NDH) 1941 uppstod, ockuperade också denna en del av det slovenska territoriet från Bregana till Brežice, samt en del i Bela Krajina (Vita regionen) där man också utövade terror mot slovenerna. Detta var det förbjudet att tala om under det forna Jugoslavien. Tusentals slovener avrättades i det ökända koncentrationslägret Jasenovac, framförallt de som hade jagats bort från den tyskockuperade delen av Slovenien till Serbien. Av 40 000 deporterade slovener anlände bara cirka 14 000 till Serbien; några fann skydd hos slovener i Medmurje, som hade ockuperats av Ungern, och även annorstädes.
De första som gjorde uppror mot ockupanterna var TIGR-männen, anhängare till befrielseorganisationen TIGR, som redan under 20-talet hade kämpat mot den italienska fascismens terror av den slovenska befolkningen. Snart efter det anslöt sig många TIGR-män till Osvobodilna fronta (OF) (sv. Befrielsefronten), den slovenska befrielsearmé som grundades i Ljubljana 1941 av kommunisterna tillsammans med de kristna socialisterna och andra vänstergrupper. Dessa inledde ett allslovenskt väpnat uppror, styrt av kommunistiska partiet, mot ockupanterna. Partiets främsta mål var dock inte att befria det slovenska folket, utan en kommunistisk revolution. 
Under 1942 började det kommunistiska säkerhetsorganet VOS att i Ljubljanaprovinsen mörda slovenska borgerliga politiker, präster och bönder som motsatte sig en bolsjevistisk revolution. Därför började den hotade sidan organisera det antipartisanska byagarde som kallade sig Domobranci (Hemvärnet), men som av kommunistpartiet och partisanerna kallades Bela garda (Vita gardet) – efter Vita gardet i Ryssland. På så sätt började även ett omänskligt inbördeskrig, som i Slovenien indirekt krävde omkring 50 000 offer.
1943 erkände Dolomitska izjava (Dolomiteruttalandet) officiellt det slovenska kommunistpartiets (KP:s) ledande roll. Slovenska kommunistpartiet, den så kallade Sokolrörelsen och den kristna socialistiska gruppen kom gemensamt fram till att deras samarbete hade möjliggjort ett framgångsrikt, motstånd och att framtida uppgifter för den slovenska befrielsekampen krävde att de integrerade sig ännu mer med varandra. Därför tillkännagavs det nämnda uttalandet, som skrevs under den 28 februari 1943 under press från Slovenska kommunistpartiet, om en enad befrielsefront. De andra två grupperingarna fick avsäga sig sin särskilda organisation till förmån för en fullkomlig enhet, samt sina ledare och sitt syfte att någonsin försöka grunda egna partier. I Befrielsefronten (OF) vann den leninistiska principen, och uttalandet fastställde att den framtida slovenska politiska utvecklingen skulle ta efter den sovjetiska. Genom revolutionens seger skulle slovenerna anslutas till den kommunistiska värld som leddes av Stalin. I den kommunistiska världen skulle också under Josip Broz Titos ledning det kommunistiska Jugoslavien uppstå, som en federal stat med sydslaviska brödranationer.
I Österrike utgjorde de slovenska partisanerna det enda organiserade motståndet mot den nazistiska regimen vilket var ett av de viktigaste politiska grunderna till att Österrike (som var förenat med Tyskland sedan 1938) efter kriget skildes från det besegrade Tyskland. Österrike stämplades just på grund av detta motstånd inte som nazistiskt, utan som offer för andra världskriget och när man skulle bevisa sin antinazistiska verksamhet var det enda som stod till buds de slovenska partisanerna i Kärnten. I Poljana i Koroška (ty. Kärnten) utkämpades den 15 maj 1945 andra världskrigets sista strider i Europa. De slovenska partisanerna i Kärnten tillhörde de sista slovenska enheter som fortfarande var självständiga och samtidigt kämpade mot den nazistiska ockupationen. De övriga enheterna togs över av det härskande kommunistiska partiet och infiltrerades av den jugoslaviska armén som slutligen tog över formellt 31 maj 1945, i samband med att den slovenska armén upplöstes.

## Efterkrigstiden

Slovenien som del i Jugoslavien

Efterkrigstiden i Slovenien inleddes med avrättningar av krigsfångar och civila utan rättslig prövning.  Det skedde en så kallad städning (slo. čistka), i stil med den sovjetiska revolutionen, som beordrades av den dåvarande jugoslaviska partiledningen. Under två månader efter andra världskriget dödades fler människor än under de fyra krigsåren tillsammans (det kan finnas upp till 300 000 offer i massgravar runt om i Slovenien). Direkt efter tyskarnas tillbakadragande undanröjdes möjliga opponenter till regimen, även bland partisanerna själva. Dolda massgravar – ett resultat av detta massmord – har i decennier medvetet och omsorgsfullt hållits hemliga. I de flesta fall skedde dessa brutala massakrer på plats intill massgravarna. Fram till nu har cirka 600 massgravar registrerats runt om i landet. Uppdagandet, undersökningen och iordningställandet av de gömda gravarna började offentligt först efter den slovenska självständigheten då enpartisystemet själv "gick i graven".
I samband med massavrättningarna upprättades även läger. I lägret Teharje nära Celje, dit enligt vittnesskildringar även slovenska barnfamiljer fördes under juni 1945, utan någon som helst förklaring varför, skilde man barnen från deras föräldrar och tog dem till ett barnläger kallad Petriček. Föräldrarna fördes dit massgravarna nu finns runt om i landet och avrättades utan föregående rättslig prövning. Barnen utsattes för grundlig hjärntvätt och tvingades byta identitet. De förlorade sina föräldrar och sin barndom och åsamkades själsliga sår så djupa att de ännu inte läkt. År 2007 gjorde Miran Zupanič en dokumentärfilm om detta barnläger med titeln Otroci s Petrička (Barnen från Petriček).
Efter andra världskriget ändrades gränsen mot Italien till Jugoslaviens förmån, men en stor slovensk minoritet blev ändå kvar på den italienska sidan om gränsen. Slovenien blev en av sex republiker i Jugoslavien i knappt 50 år.
Under efterkrigstiden flydde många slovener – över 6 000 slovenska politiska emigranter – undan kommunismen utomlands, framförallt till Argentina och Australien.

### Morganlinjen
Morganlinjen var en temporär gräns som drogs mellan Italien och Jugoslavien vid slutet av andra världskriget. För att undvika fortsatta stridigheter och ett möjligt fortsättningskrig mellan Jugoslavien och Italien över Friuliregionen fattades ett beslut om en temporär gräns mellan de bägge länderna som skrevs under i Duino, den tionde juni 1945. Namnet kommer från det engelska sändebudet till förhandlingarna i Duino, Sir William Duthie Morgan. 
Morganlinjen drogs med start strax söder om Trieste, österut och sedan norrut, öster om Gorizia för att sedan följa Soča. På så vis delades regionen Venezia Giulia i två zoner, zon A och zon B. Zon B bestod av den östra delen av regionen och kontrollerades av Jugoslavien och zon A var den västra delen och stod under allierat befäl. Morganlinjen satte också punkt för den Jugoslaviska ockupationen av Triesteområdet. Morganlinjen fungerade som gräns fram till den 15 april 1947. Då trädde Parisavtalet i kraft, vilket etablerade en gräns mellan Italien och Jugoslavien i den norra delen och samtidigt instiftade Fria territoriet Trieste som ett buffertland i den södra delen.

### Nagodeprocessen
Nagodeprocessen från 1947 var en politisk process under ledning av det slovenska kommunistpartiet, KPS, mot icke kommunistiska politiker, som ville verka politiskt inom landet som opposition. I maj 1947 arresterade den slovenska säkerhetspolisen UDBA 32 högutbildade intellektuella. Bland dem fanns forna medlemmar av kommunistpartiet, men de flesta var liberala demokrater som önskade parlamentarisk demokrati så som i västländerna.  Bland de arresterade fanns Črtomir Nagode, Ljubo Sirc, Leon Kavčnik, Boris Furlan, Zoran Hribar, Angela Vode, Metod Kumelj, Pavla Hočevar, Svatopluk Zupan, Bogdan Stare, Metod Pirc, Vid Lajovic, Franjo Sirc, Elizabeta Hribar samt France Snoj, som anslöts till de åtalade mitt under processen. I två månader förhördes de och torterades de i Ljubljanas fängelser. Politbyrån för KPS centralkommitté utmålade de arresterade i medierna som ett gäng spioner, klassfiender, köpta utomlands, som inte hade något politiskt innehåll och vars arbete var att utan någon politisk grund skada folkväldet. Den 29 juli började processen mot 15 åtalade, som medborgarna kunde följa via särskilda högtalare på Ljubljanas gator. Efter 13 dagar – den 12 augusti – kom domen som löd att tre skulle avrättas genom skjutning, bland dem Črtomir Nagode, de övriga fick långa fängelsestraff med tvångsarbete och fråntagna medborgarrättigheter. Två av de åtalade tog officiellt sitt liv.
År 1991, i samband med att Slovenien blev självständigt, ogiltigförklarade Högsta domstolen i Republiken Slovenien domarna mot dr. Nagode och de fjorton medåtalade med förklaringen att de grundade sig på falska åtal och att det rörde sig om en orättfärdig process mot påhittade västspioner. 
Mellan 1945 och 1948 drev Titos nya regim den stalinistiska politiken med kollektivisering och industrialisering, men efter det bröt Tito med Stalin och från och med då började Jugoslavien utforma sin unika "neutrala" väg mellan öst- och västblocket. Jugoslavien kom att utgöra ett stort undantag i hjärtat av Europa, och Slovenien var i sin tur ett undantag inom Jugoslavien. I Slovenien utvecklades exportindustrier som vitvarutillverkaren Gorenje och skidtillverkaren Elan. Inom verkstadsindustrin fanns Tovarna Avtomobilov Maribor (TAM) och Litostroj.

### 1950-talet
Under femtiotalet angav Tito en tolerant attityd gentemot kulturen, vilken tillät alla former utom den mest extrema formen av västkultur. I landet raderades under 1953 ur konstitutionen rätten till republikernas utträde ur Jugoslavien och på personbevis och andra personliga dokument nämndes inte längre den etniska tillhörigheten. 1952–53 visade sig genomförandet av kollektiviseringen av byar vara misslyckad och det obligatoriska uppköpet av mark avskaffades så småningom. Ekonomin utvecklades med en omfattande industrialisering och under Edvard Kardelj, som var en av de främsta kommunistiska teoretikerna i Jugoslavien, påbörjades en ny ekonomisk policy som bestod av ett system med arbetarförvaltning.
Under 1954 löstes också gränssituationen med Fria territoriet Trieste och gränsen mellan Slovenien och Italien som den ser ut idag etablerades. Det fria territoriet Trieste bildades 1947 när Parisfreden ersatte Morganlinjen och bestod av området som utgjort zon A och som tidigare stått under allierad kontroll. Territoriet bestod av två zoner, A och B. Den norra, zon A, tillföll Italien och den södra, zon B tillföll Jugoslavien. Zon B utgörs i dagsläget av den slovenska kusten och det nordvästra hörnet av Istrien.

### 1960-talet
1963 bytte federativa folkrepubliken Jugoslavien namn till socialistiska federativa republiken Jugoslavien (SFRJ), och Slovenien fick då namnet socialistiska republiken Slovenien. 1965 och 1966 utfördes en ekonomisk reform och ytterligare ekonomisk decentralisering av Jugoslavien. Slovenien var den republik som snabbast närmade sig en marknadsekonomi. Man hade annars en socialistisk specialitet inom landet, så kallad "självförvaltning" (slo. samoupravljanje). Trots den restriktiva ekonomiska och socialistiska lagstiftningen som framförallt bestämdes av den största – serbiska – nationen (vilken baserade sin centralistiska strategi på de mindre utvecklade republikerna), lyckades Slovenien bevara en högre ekonomisk utvecklingsnivå, hade en kunnigare arbetskraft och bättre arbetsdisciplin samt organisation. Den slovenska inhemska produktionen utgjorde 2,5 gånger det jugoslaviska genomsnittet. Arbetstiden förkortades åren 1968–70 till 42 timmar. 
Under sextiotalet hade en "Jugorockscen" etablerats, vilken inkluderade musik som öppet hedrade Tito och systemet. Radikal konceptuell konst vann plats vid sidan om den officiella artistiska modernism som syntes i Zagreb och Belgrad, och många jugoslaver – särskilt slovener – började under detta årtionde resa fritt till väst. 1965-1975 begav sig 70 000 personer utomlands för att arbeta. Under sjuttiotalet emigrerade 200 000 personer från Slovenien. Utflyttningen av framförallt de unga, som en följd av ett ekonomiskt utnyttjande av republiken och av framförallt den slovenske bonden, växte till ett allvarligt problem.
1967 gavs den slovenske ekonomen och politikern Ciril Žebots (1914-1989) bok ut, det politiskt mycket partiska historiska verket Slovenija včeraj, danes in jutri (Slovenien igår, idag och imorgon), i Celovec/Klagenfurt. Den gjorde ett stort intryck även i kommunistiska kretsar, så som ingen annan bok hade gjort under 1900-talet. Efter att slovenerna i årtionden hade hamrats med föreställningar om sin litenhet och försvarslöshet via media och skolapparaten, väckte redan författarens akademiska ställning i USA respekt hos dem. Ciril Žebot korresponderade regelbundet med The Washington Post och The New York Times. Hans studier gavs ut förutom på engelska även på tyska, italienska och spanska. I sina slovenska uppsatser hänförde han med sitt strålande slovenska politiska språk. I sin bok nämnde han också Viktor Meier, en respektabel schweizisk journalist, och dennes åsikt: "Man kan lugnt säga att i hela efterkrigstiden finns det inget annat exempel... på att ett folk blivit so massivt utnyttjat och berövad frukterna av sitt arbete som slovenerna" (V. Meier, 1964).
Innan dess hade ingen så starkt kritiserat Belgradregimen och politiken gentemot Slovenien. Belgradapparaten blev rädd för att Žebots bok skulle rucka rejält på dess jugo-kommunistiska och jugo-broderliga ideologi. När boken fortfarande låg i tryck attackerades den i Ljubljanas dagstidning Delo. I en särskild artikel stod det att det i Celovec/Klagenfurt trycks en "belogardistisk pamflett". När boken kom ut hade dess införande till Slovenien förbjudits officiellt på ett särskilt dokument (med kyrillisk skrift), vilket aldrig hade hänt innan dess. Förbudet ökade dock bara intresset för boken, så folk från hela Slovenien skyndade sig till Klagenfurt och köpte snart upp alla exemplar. Žebot tog framförallt ställning för ett avskaffande av totalitarismen i Jugoslavien, dvs. centraliseringen till Belgrad och monopolet i politiskt beslutsfattande, vidare för en framgångsrik omorganisation av den ineffektiva "självförvaltade" handelsekonomin, för ett överbryggande av den ideologiska tudelningen från andra världskriget och nationell försoning samt för frihet respektive mänskliga rättigheter. Han antydde också betydelsen av en självständig slovensk stat, även om han inte direkt uttalade sig för denna. Troligen därför att de som innehade boken inte skulle råka ut för repressalier samt även för att han kände till Washingtons ställningstagande att bevara Jugoslavien. Ledaren för partiet i Slovenien, Stane Kavčič, hade bjudit in professor Žebot till Slovenien. Han avsattes senare bland annat på grund av detta. 
När Warszawapakten invaderade Tjeckoslovakien i augusti 1968, fördömde de styrande i Belgrad invasionen. De var rädda för att Sovjetunionen och Warszawapakten skulle fortsätta sin kampanj mot de länder som inte ville infoga sig i deras politik. Denna rädsla ledde till att när albanerna i Kosovo och Makedonien i november samma år började kräva en sjunde republik (de sex republikerna var Slovenien, Kroatien, Bosnien och Hercegovina, Serbien, Montenegro och Makedonien) så slogs de ner våldsamt av armén. I samband med detta ökades även landets militära budget, trots landets ekonomiska problem. Generalerna välkomnades in i den politiska sfären men man fortsatte ändå med politiska reformer och decentralisering av makten till republikerna. Tito och Kardelj trodde att balans och samförstånd skulle uppnås genom principen om jämlikhet mellan länderna och republikerna. På Jugoslaviens kommunistpartis nionde kongress 1969 konstaterade ledningen att republikerna hade fått ökat självstyre.

### 1970-talet
Sjuttiotalet var en motsägelsefull period. I Slovenien trodde egentligen ingen sedan 60-talet på den kommunistiska vetenskapliga "sanningen". En begynnande demokratisering av samhället hotade Kommunistpartiets exklusiva makt, varför ledarskapet förberedde en motattack som under 1971 och 1972 med mer eller mindre våld undanröjde reformisterna. Många politiker och förvaltare som anklagades för "liberala" och "affärsmans"-böjelser fick gå i förtidspension eller inhemsk exil. Ciril Žebots namn fick inte nämnas längre och han hade bland de unga under 70-talet redan glömts bort. 1988 gav prof. Žebot ut sin sista bok Neminljiva Slovenija (Det oförgängliga Slovenien). I slutet av denna skriver han: "Över 70 år av erfarenhet har visat att det slovenska folket i denna värld av nationella stater och internationella förbund inte kan hävda sig jämlikt eller utvecklas framgångsrikt utan en egen statlig regering. Därför måste en oifrågasatt suveränitet av den slovenska republiken bli en garant för det oförgängliga Slovenien".
1974 antogs dock en ny konstitution som gav republikerna ytterligare självständighet; Jugoslavien sade sig vara någon form av statsförbund för att det skulle se bra ut utåt, medan Belgradregimens totalitarism i själva verket var starkare än någonsin. Slovenien och dess parti existerade bara för att svara mot konstitutionens innehåll, och Jugoslaviens "dystra" år som började med motreformationen 1971–72 fortsatte till ännu en tid efter Titos död 1980. En konflikt mellan anhängare till centralisering och likriktning samt decentralisering av Jugoslavien hade pågått länge och den slovenske Edvard Kardelj kom att tillhöra de sistnämnda. Han hade varit med och skrivit den jugoslaviska konstitutionen vid upprepade tillfällen, men först 1974 lyckades han att få igenom sin idé helt och hållet, då Jugoslavien blev någon form av federation med ett uns av konfederation. Medan rätten till självbestämmande som inkluderade rätten till att bryta sig ur Jugoslavien formellt garanterades även av de tidigare konstitutionerna, ansåg ingen just då att det var tänkbart att det skulle kunna ske i verkligheten.
Å andra sidan rådde en konsumtionsboom som uppmuntrades av lån från väst och decentralisering av det jugoslaviska självförvaltningssystemet, som teoretiskt tillät mer regionala initiativ och friheter, särskilt i Slovenien. I början av 70-talet avskaffades också de sista hindren för abort. Jugoslavien hade blivit oerhört komplext och stödde ett helt spektrum av motsägelsefulla kulturella och politiska agendor.
1977 bröts det provinsiella lugnet i Ljubljana av punkens, graffitins och andra dekadenta västfenomens ankomst. Den slovenska punkscenen (bland annat med Pankrti) blev snart ökänd i hela Jugoslavien och inom några få år blev Ljubljana ett kontrakulturellt center för hela Europa och inte bara Jugoslavien.
Franc Jeza (1916–1984) publicerade artiklar i flera självutgivna publikationer i Trieste med flera andra författare, som alla refererade till idén om ett självständigt Slovenien. På detta sätt gav han i slutet av 70-talet och i början av 80-talet ut följande utgåvor: Alternativa (sv. Alternativ) från 1978, Iniciativa (sv. Initiativ) från 1979, Demokracija (sv. Demokrati) från 1980, Akcija (sv. Aktion) från 1980 och Neodvisna Slovenija (sv. Oberoende Slovenien) från 1983. Idag ses och uppskattas dessa skrifter som värdefulla dokument som handlar om mognandeprocessen kring idén om ett självständigt Slovenien.

### 1980-talet
1980 avled Jugoslaviens ledare Tito men ceremonier som till exempel Ungdomsstafetten fortsatte och tillägnades hans minne.

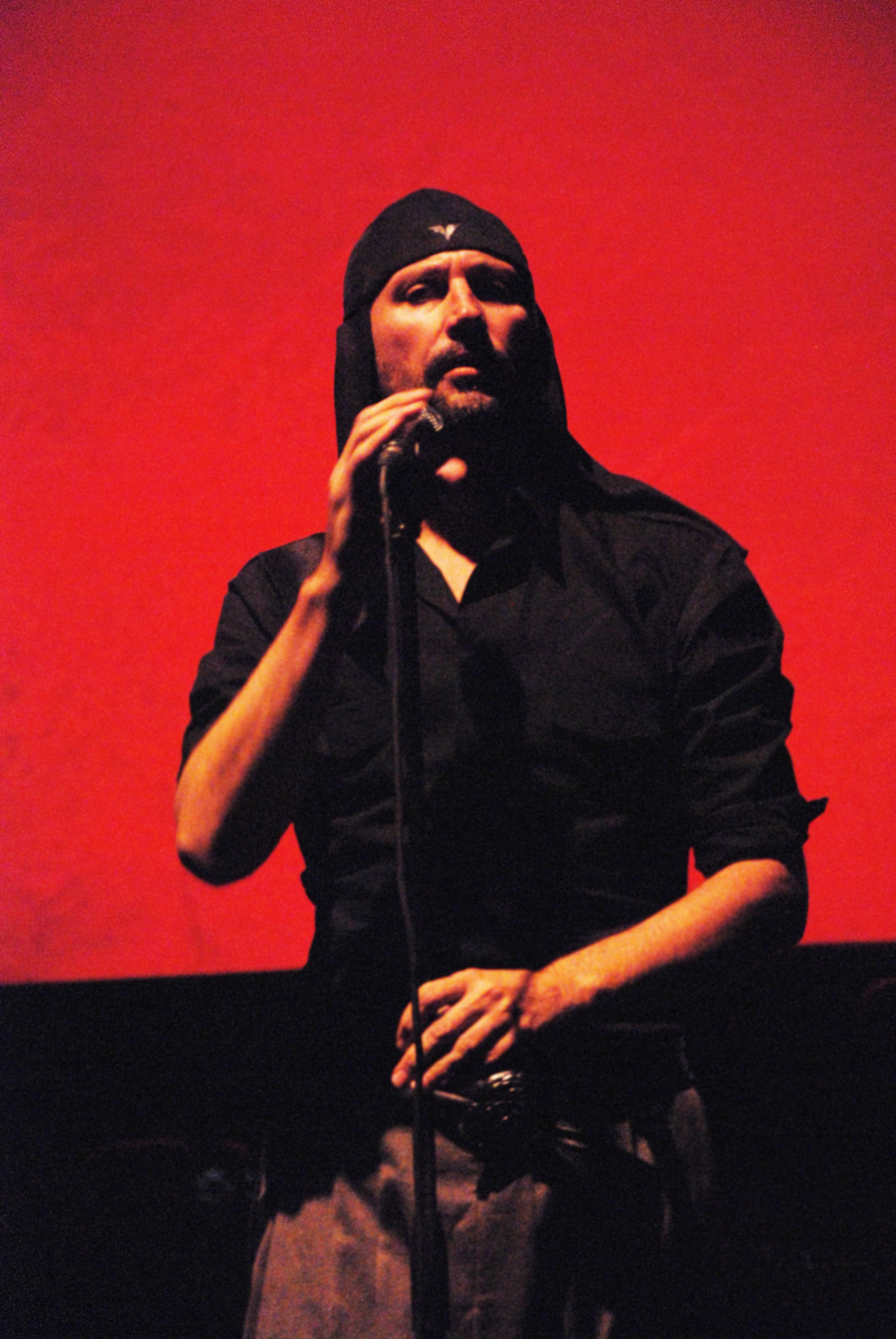
Milan Fras, vokal, konsert från turneringen Volk, Koper, 2008

Mindre än en månad efter Titos död grundades musikgruppen Laibach i Trbovlje, i hjärtat av de slovenska industriella "röda distrikten". Bandet har sedan starten 1980 parodierat totalitära ideologier både till höger och vänster med sin industrisynth, vilket under deras karriär har lett till förbud att uppträda både i hemlandet och i andra delar av världen. Laibach kom sen att tillhöra paraplyorganisationen Neue Slowenische Kunst, NSK, som omfattar flera mindre kollektiv så som Irwin (målarkonst), Novi kolektivizem (grafik), Laibach (rockmusik), Noordung (teaterkompani), Retrovizija (film och video) och Departementet för ren och tillämpad filosofi (teori).
1987, när Jugoslaviens dagar var räknade, sände en grupp unga slovenska konstnärer sitt bidrag till uttagningen i Belgrad av ett plakat, som skulle representera firandet av det jugoslaviska Ungdomens dag. De ansvariga som valde ut den som vinnare skulle snart ångra sig. Det visade sig att konstnärerna från det slovenska konstnärskollektivet NK (Novi kolektivizem), en del av NSK, hade kopierat en målning av nazisten Richard Klein, men hade ersatt Nazi-flaggan med den jugoslaviska flaggan och den tyska örnen med en duva. NK presenterade det ariska idealet i sin fulla muskulösa, blonda glans. Den kroatiske konstnären Dragan Kvijatkovski upptäckte detta och kallade plakatet för kriminellt. Konstnärerna släpades till polisstationen, där de backade. De förnekade de uppenbara implikationerna i sitt agerande, dvs. att totalitär konst talar till den totalitära själen, vadhelst denna må kalla sig. Eller som NSK uttryckte det senare: "All konst är utsatt för politisk manipulation förutom den som talar samma språk som manipulationen självt". Skandalen var ett faktum och NSK:s tilltag betydde slutet för Ungdomens dag och Ungdomsstafetten.
Våren 1987, "den slovenska våren", började också en grupp intellektuella med antikommunistiska tendenser samla sig runt magasinet Nova revija (Nya tidskriften), som hade grundats redan 1982, och bidra med artiklar för ett nytt slovenskt nationellt program. I dessa artiklar uppmanade de till att överge det kommunistiska systemet och att införa ett politiskt pluralistiskt, demokratiskt system, en fri marknadsekonomi med välfärdspolitik och en oberoende slovensk stat (i det legendariska 57:e numret). Detta skedde över två och ett halvt år innan Berlinmurens fall och Jugoslavien regerades fortfarande av ett kommunistiskt system som avfärdade sådana krav. På grund av den rådande censuren, var man i början aldrig säker på om nästa nummer skulle få ges ut eller inte. Men de demokratiska strävandena och antikommunistiska idéerna utvecklades sakta och med varje nummer som gavs ut vågade man mer.
1987 strejkade anställda på det slovenska företaget Litostroj och Jugoslavien befann sig i en allmän krissituation. Arbetarna var missnöjda med lönerna och det kokade i landet. Strejken i Litostroj leddes av France Tomšič (1937–2010) och den växte till något större i betydelse. Facket krävde 50 procent högre lön, vilket arbetsgivarna inte kunde tillmötesgå. Men strejken hade troligen också initierats av yttre krafter, då det under strejken också krävdes att ett socialdemokratiskt parti skulle grundas, som skulle konkurrera med det kommunistiska. Detta reagerade regimen och den jugoslaviska armén kraftigt på. Den jugoslaviska armén uttryckte sig i ett dokument att det som pågick skulle slås ner med våld om så krävdes. Detta hemligstämplade dokument kom i händerna på Ivan Borštner, som tog det med sig till tidskriften Demokracija. På grund av att de hade kommit över detta hemliga dokument från militären, som handlade om den jugoslaviska regimens strategi i Slovenien, inleddes 1988 en process, den så kallade JBTZ-processen, mot bland annat journalister från den slovenska tidskriften Mladina (det började med att man arresterade Janez Janša den 31 maj 1988) inför militärdomstolen i Ljubljana - dessutom på det serbokroatiska språket på slovenskt territorium. Detta utlöste demonstrationer och enade slovenerna och utgjorde början till en utveckling som gav fria demokratiska val i Slovenien 1990.
Majdeklarationen från 1989 var liksom den första Majdeklarationen från 1917 av stor betydelse för den slovenska nationens framtid. Den andra Majdeklarationen var ett politiskt uttalande, som utformades framförallt av de första slovenska oppositionspartierna, som med denna krävde en suverän stat åt det slovenska folket. På ett protestmöte som hade samlat massvis med folk på Kongresstorget i Ljubljana den 8 maj 1989, på grund av den jugoslaviska arméns arrestering av Janez Janša (då journalist åt tidskriften Mladina), lästes Majdeklarationen upp.
Den utgjorde grunden till det politiska programmet hos Sloveniens demokratiska opposition (Demos), inom vilken politiska partier som uppstod mellan 1989 och 1990 gick samman under ledning av Jože Pučnik (1932-2003). Här ingick Demokratična zveza Slovenije - DZS (Sloveniens demokratiska förbund), Socialdemokratska zveza Slovenije - SDZS (Sloveniens socialdemokratiska förbund), Slovenski krščanski demokrati - SKD (Slovenska kristdemokraterna), Slovenska kmečka zveza (Slovenska bondeförbundet) och Zeleni Slovenije (Sloveniens gröna).

## Det självständiga Slovenien

Sloveniens flagga

1990-talet började med att den slovenska delegationen lämnade möteslokalen vid det jugoslaviska kommunistpartiets kongress i protest i januari 1990. Det jugoslaviska kommunistpartiet gick därmed i graven.
Den 8 april 1990 gick slovenerna för första gången efter 1945 till fria val under slagord om mångpartisystem. Efter presidentvalen i maj 1990 blev resultatet att en högerman blev premiärminister, Alojz Peterle och en kommunist, Milan Kučan, president. Partierna som hade gått samman i koalitionen Demos vann med 54 procent av rösterna. Det var denna koalition som sedan framgångsrikt ledde Slovenien till självständighet. På grund av ideologiska skillnader och oenigheter föll koalitionen isär snart därefter i slutet av 1991 med följden att det under våren 1992 skedde en förtroendeomröstning till regeringens nackdel och att Demos-regeringen med premiärministern Lojze Peterle föll. 

### Folkomröstning för självständighet
Den 23 december 1990 röstade omkring 95 procent av de röstande slovenerna (88,5 procent av de röstberättigade) för en separation från Jugoslavien och för ett självständigt Slovenien, och den 26 december (som idag firas som självständighetens och enighetens dag) blev resultatet från folkomröstningen känt. Republikerna som förberedde sig för självständighet började också organisera eget territoriellt försvar. Man anade den federala arméns alltmer hotfulla inställning. Den 25 juni 1991 tillkännagavs självständigheten högtidligen och några månader senare var Slovenien internationellt erkänd.
Dagen efter självständighetsdagen började kriget, som varade i cirka 10 dagar och ur vilken Slovenien gick till synes segrande ur striden. Den jugoslaviska regimen ville inte erkänna Sloveniens självständighet. Den väpnade sammandrabbningen mellan den jugoslaviska armén (JLA) samt det slovenska territoriella försvaret (TO) började den 27 juni. Den slovenska armén och polisen stoppade inom några dagar flera stridsvagnsenheter, återtog gränsövergångarna samt blockerade den del av den jugoslaviska armén som befann sig på slovensk mark i kasernerna. Interventionen avslutades den 3 juli 1991 och den återstående delen av den jugoslaviska armén började dra sig tillbaka till kasernerna.
Samtidigt som den väpnade sammandrabbningen pågick även diplomatisk verksamhet. I början av juli 1991 påbörjades efter den europeiska gemenskapens förmedling förhandlingar i Brioni mellan Jugoslavien, Slovenien och Kroatien. De skrev under Brionideklarationen som den 10 juli också bekräftades av det slovenska parlamentet. Med denna fryste Slovenien officiellt sin självständighet för tre månader, men i realiteten ökades takten för dess förverkligande. De första länderna hade då redan erkänt Slovenien. När tremånadersfristen hade gått ut i oktober 1991 lämnade i hamnen Koper den siste jugoslaviske soldaten slovensk mark. Den 7 oktober 1991 infördes den slovenska valutan tolar. Diplomater från andra länder hade regelbunden kontakt med den slovenska statsledningen.
De raderade är en grupp statslösa invånare i Slovenien. Efter att Slovenien förklarat sig självständigt 1991 gavs 200 000 medborgare i andra jugoslaviska delrepubliker som vid den tiden bodde i Slovenien chansen att genom en ansökan få medborgarskap i det nya Slovenien. 170 000 fyllde i sina ansökningshandlingar och fick medborgarskap, men bland de 30 000 resterande fanns det en del som varken sökte medborgarskap eller registrerade sig som utlänningar och denna grupp raderades på administrativ nivå. Inget beslut fattades om det, så det fanns för dessa personer inget beslut att överklaga. Det tros ha rört sig om cirka 18 000 som på det här sättet raderats, och frågan om de raderade har använts av olika politiska sidor för deras egen vinning och har också lett till att Slovenien kritiserats av människorättsorganisationer. På 2000-talet har det gjorts försök att möta kritiken med lagstiftning, och vid minst ett tillfälle har ett sådant lagförslag besegrats av en folkomröstning. Andra kompromissförslag har röstats ner redan i parlamentet. Idag tror man att det rör sig om cirka 6 000 personer som fortfarande inte finns registrerade.

### 2000-talet
Den 29 mars 2004 gick Slovenien officiellt med i NATO. Den 1 maj 2004 blev landet medlem av EU. Från och med 2007 är landet också med i den europeiska monetära unionen och bytte då ut sin valuta tolar (SIT) mot euro.